# Ford Fiesta VI
La Ford Fiesta Mk6/Mark VI (Mk7 au Royaume-Uni, code de modèle WS/WT/WZ en Australie) est la sixième génération de la Ford Fiesta supermini. La Fiesta de sixième génération a été présentée sous forme de concept car sous le nom de Ford Verve au salon de l'automobile de Francfort en septembre 2007, avec des introductions en Europe, dans les Amériques, en Asie, en Australasie et en Afrique. Développé sous les codes de projet B299 et B409, le modèle utilise la plate-forme B mondiale de Ford nouvellement développée pour le modèle.
Le modèle a été lancé dans le cadre de la nouvelle stratégie « One Ford » de l'entreprise, qui prévoyait que des modèles uniques soient fabriqués et vendus à l'échelle mondiale, au lieu de fabriquer des modèles régionaux, pour atteindre une économie d'échelle efficace. La production a commencé à l'usine Ford de Cologne en Allemagne en août 2008. Une deuxième usine à Valence, en Espagne, a commencé la production début 2009. Les productions en Chine, en Thaïlande et au Mexique ont commencé entre fin 2008 et 2010,. Au Brésil, la production de la version berline à hayon a démarré en 2013.

## Les concepts Verve
Les concepts Ford Verve sont une série de concepts cars de citadines polyvalentes de la Ford Motor Company sur lesquels la sixième génération de Ford Fiesta (Mark VI) était basée. La Ford Verve était destinée à répondre aux demandes du marché pour des voitures plus petites et plus économes en carburant. La Verve a été créée dans les styles de carrosserie trois et quatre portes. Les versions berline à hayon 3 portes et berline à malle 4 portes de la Fiesta étaient toutes deux basées sur la Verve, la berline à hayon 5 portes et la fourgonnette 3 portes étant leurs dérivés.

### Premier concept Verve
Le concept Verve a été présenté pour la première fois au salon de l'automobile de Francfort 2007. Elle continuait le thème de style de la famille Kinetic Design de Ford, vu pour la première fois sur le Ford S-MAX. Martin Smith, directeur exécutif du design de Ford Europe, a décrit la Verve comme «une déclaration chic, moderne et individualiste pour une génération sophistiquée et soucieuse de la mode». Le concept a été créé par une équipe de designers des studios Ford de Dunton, en Angleterre, et de Cologne, en Allemagne.
L'intérieur comportait du cuir dans différentes teintes, ainsi que des équipements multimédias. La berline trois portes comportait un toit en verre panoramique, vitre latérale sans montant, phares à LED, feux arrière surélevés à LED, becquet de hayon intégré et diffuseur inférieur chromé foncé avec sortie d'échappement centrale intégrée. La voiture roulait sur des pneus à profil bas de 18 pouces montés sur des jantes en alliage à 12 rayons en deux parties.

### Deuxième concept Verve
Le 19 novembre 2007, Ford a dévoilé son deuxième concept Verve. Cette deuxième version de la voiture a pris la forme d'une berline tricorps quatre portes et a été conçue de manière similaire à la version de Francfort. Elle était terminée en Frosted Grape.

### Troisième concept Verve
Un autre concept car Verve quatre portes a été dévoilé au Salon international de l'auto d'Amérique du Nord en janvier 2008, destiné pour l'Amérique du Nord,. Elle était terminée en Rouge Red, et unique à cette version, elle comportait un carénage avant modifié. Les changements les plus notables concernaient une calandre supérieure plus profonde, avec le graphique à trois barres de Ford Amérique du Nord, et une calandre inférieure trapézoïdale inversée de taille réduite.

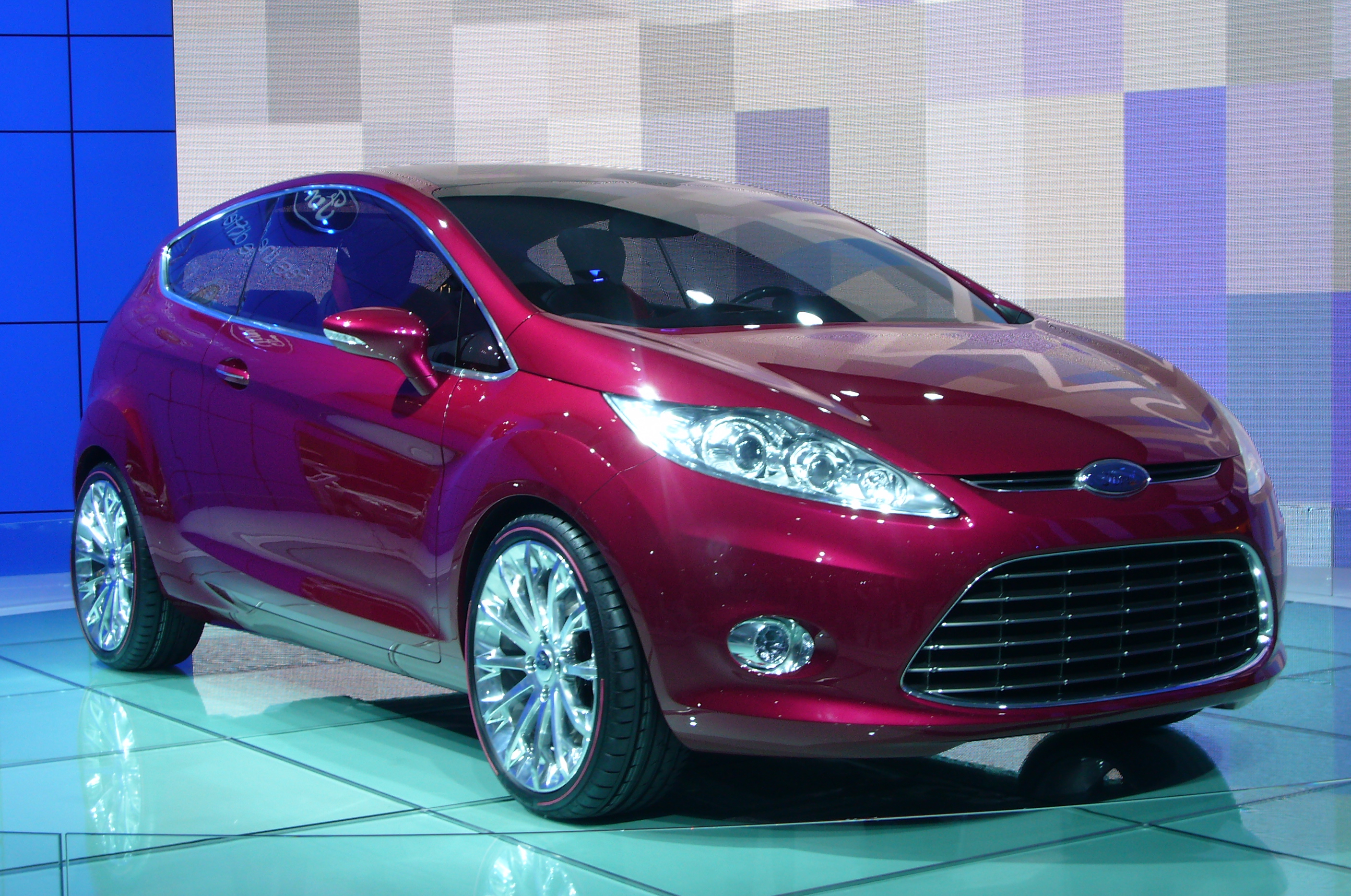
Premier concept européen
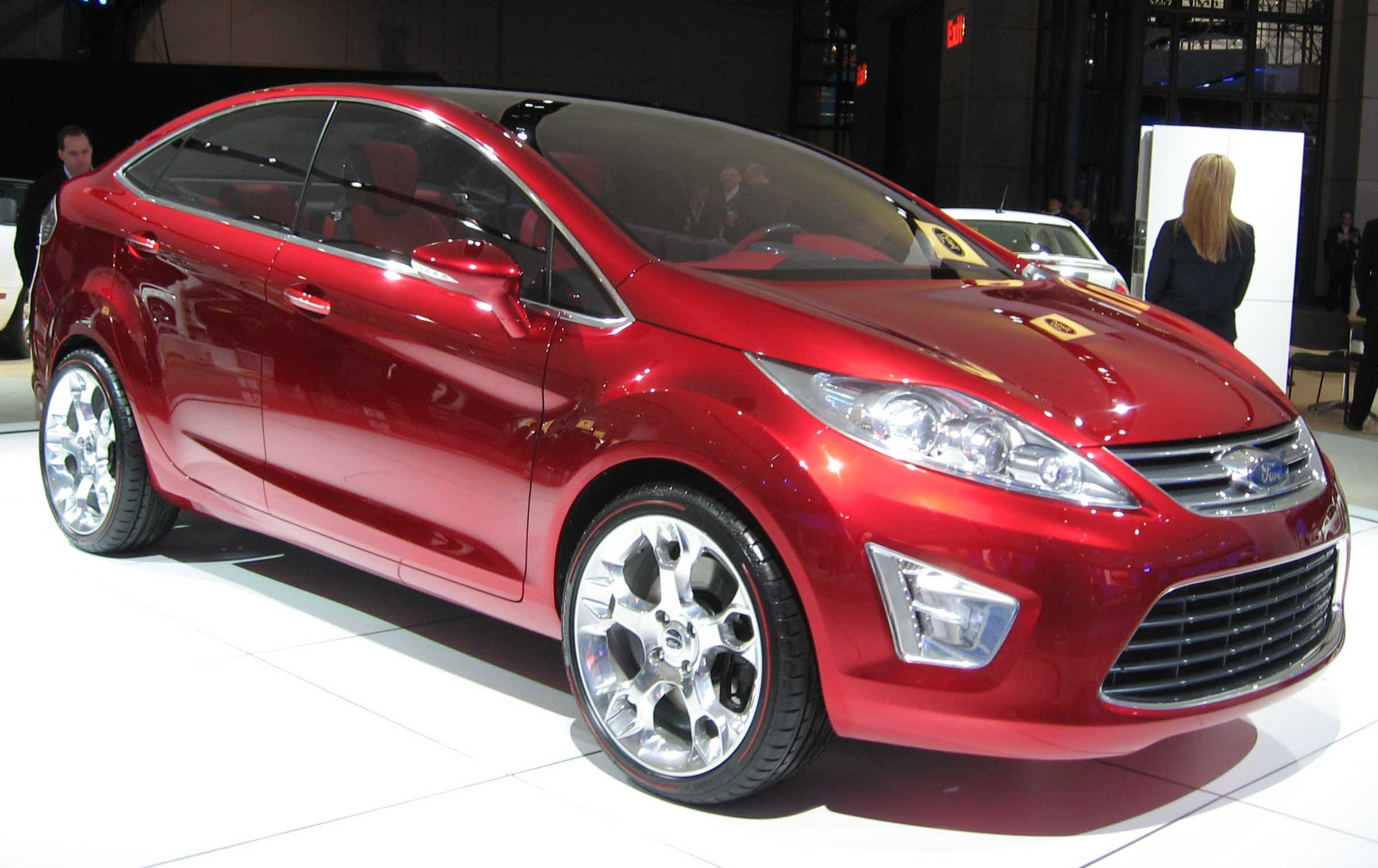
Deuxième concept nord-américain

## Eu Europe

### Phase 1 (2008-2012)
Quatre styles de carrosserie sont disponibles pour la Fiesta de sixième génération, dont des berlines à hayon trois et cinq portes, une berline à malle quatre portes et une fourgonnette trois portes.
La berline à hayon cinq portes était vendue dans le monde, sauf en Inde. La version berline à hayon trois portes était vendue en Europe (sauf en Russie), en Australasie et dans certaines régions d'Asie telles que Singapour.
Une version berline à malle a été lancée en novembre 2008 au Salon de l'auto de Guangzhou. Elle a commencé à être commercialisée l'année suivante en Chine et, à partir de 2010, elle est devenue disponible en Asie et en Amérique du Nord. Le modèle berline à malle quatre portes, bien que plus long de près de 50 cm (19,7 po), conserve le même empattement que le modèle berline à hayon. Elle n'était pas commercialisée en Europe, mais produite et commercialisée en Russie à partir de 2015.
La version fourgonnette n'était vendue qu'en Europe. Il utilise la même carrosserie que la berline à hayon trois portes, modifié avec des panneaux solides à la place des vitres de custode arrière et un plancher de chargement plat remplaçant les sièges arrière.

#### Équipement
La Fiesta Mk6 comprend le système de menus Convers+ de Ford, complété par des commandes au volant. Ford avait initialement prévu que plus de 85% des commandes de Fiesta incluraient cet écran multifonction. Les autres nouveaux équipements incluent l'entrée sans clé avec un bouton de démarrage «Ford Power», volant réglable en hauteur et en inclinaison, direction assistée électriquement et un port USB pour les lecteurs de musique portables. Le Ford Easyfuel, un système de ravitaillement sans bouchon récemment introduit avec la Ford Mondeo, est également une caractéristique, tandis que «l'éclairage ambiant», projetant une douce lueur rouge dans l'intérieur, était une option. Pour le modèle de 2011 du marché nord-américain, le système de communication et de divertissement embarqué Ford Sync était disponible en option.

#### Groupe motopropulseur
Le moteur Duratorq TDCi de 1,6 litre et 75 PS (55 kW ; 74 ch) est vendu, dans certains pays, à la place du moteur TDCi de 1,4 litre. Le moteur Duratorq TDCi de 1,6 litre avec un couple de 212 N⋅m est uniquement utilisé dans les modèles non fourgons. Les fourgonnettes équipées du Duratorq TDCi de 1,6 litre ont un couple nominal de 200 N⋅m.
Les choix de transmission comprennent une manuelle à 5 vitesses, une automatique à 4 vitesses et une automatique à 6 vitesses à double embrayage. La boîte automatique à 4 vitesses n'était proposée qu'avec le moteur Duratec de 1,4 litre. La boîte de vitesses PowerShift à double embrayage et 6 vitesses est disponible en option en Amérique du Nord en plus de la boîte manuelle à 5 vitesses, qui pourrait être vendue avec un moteur diesel en Europe à l'avenir. Cette boîte de vitesses à double embrayage était également de série sur certains modèles en Thaïlande et était disponible en option en Inde.

#### Galerie

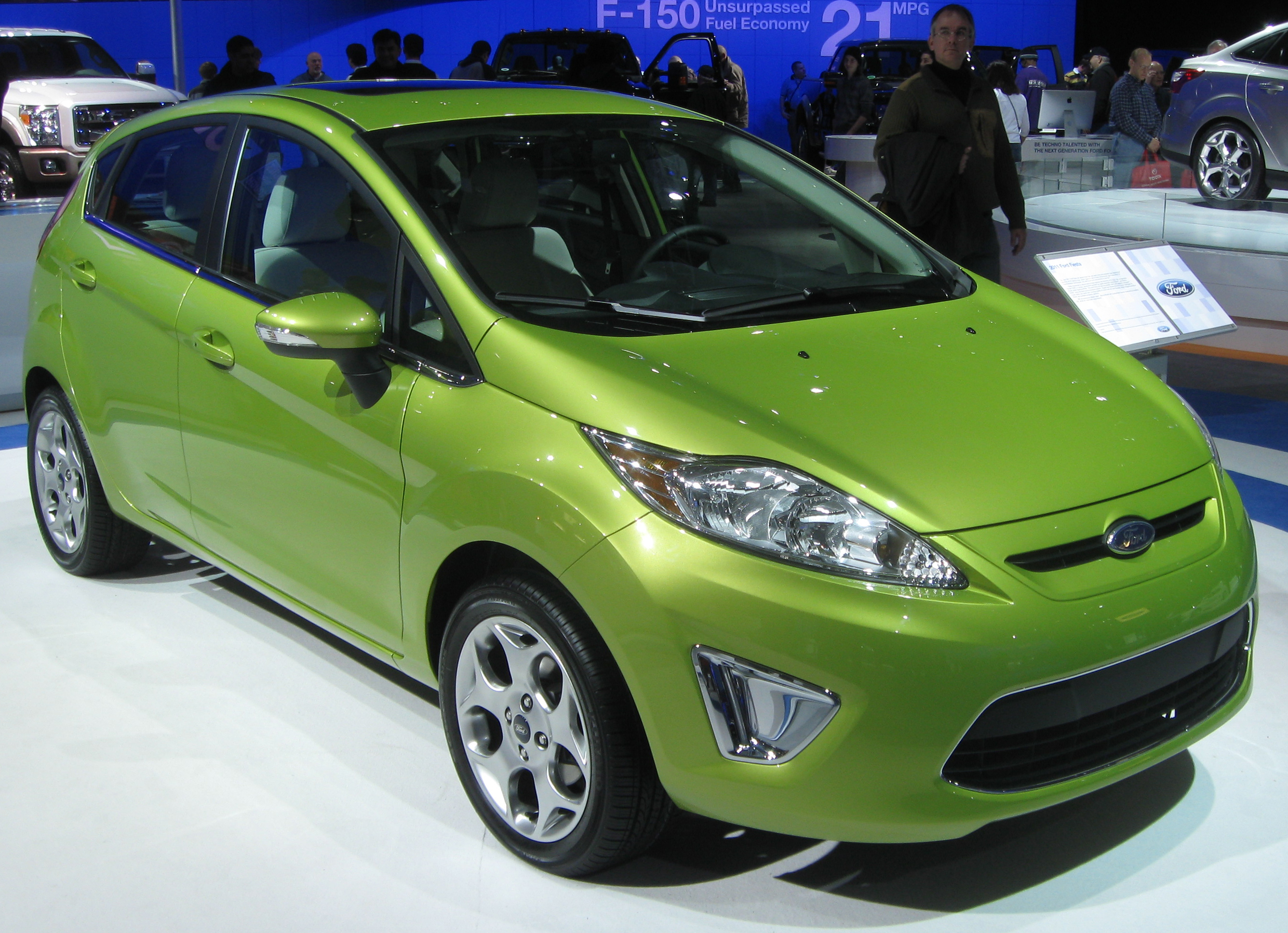
Phase 1
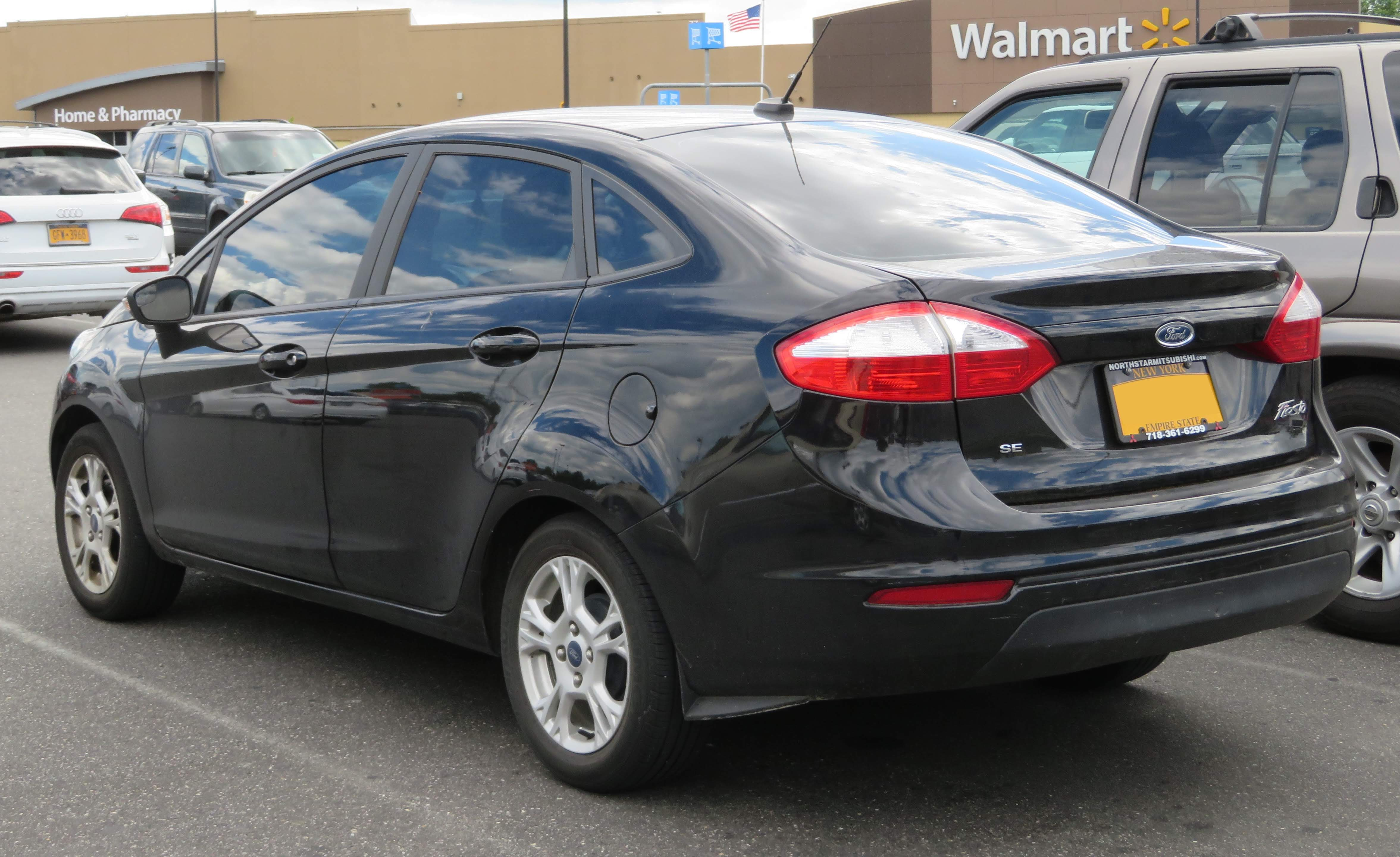
Phase 2 Sedan
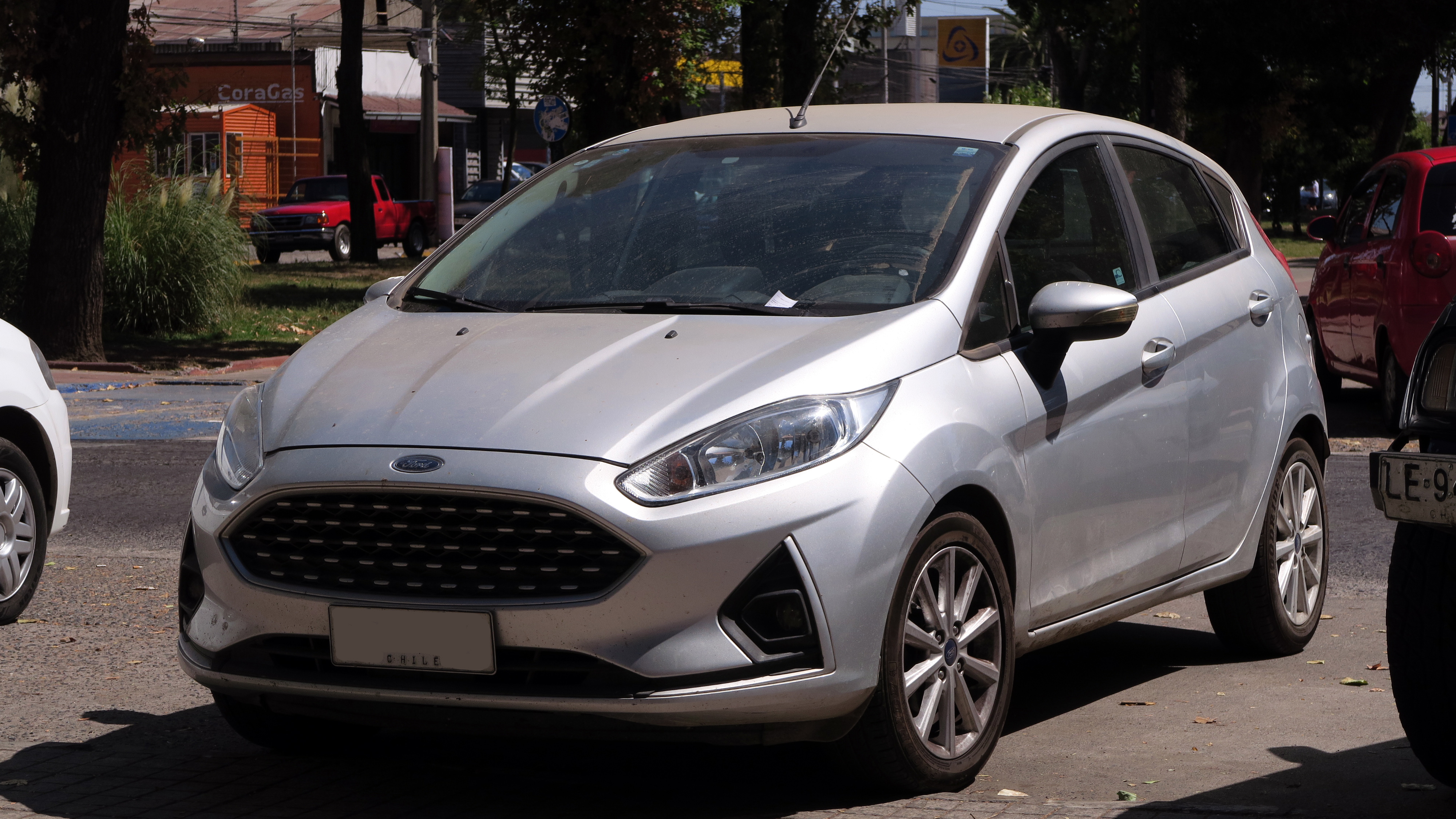
Phase 3

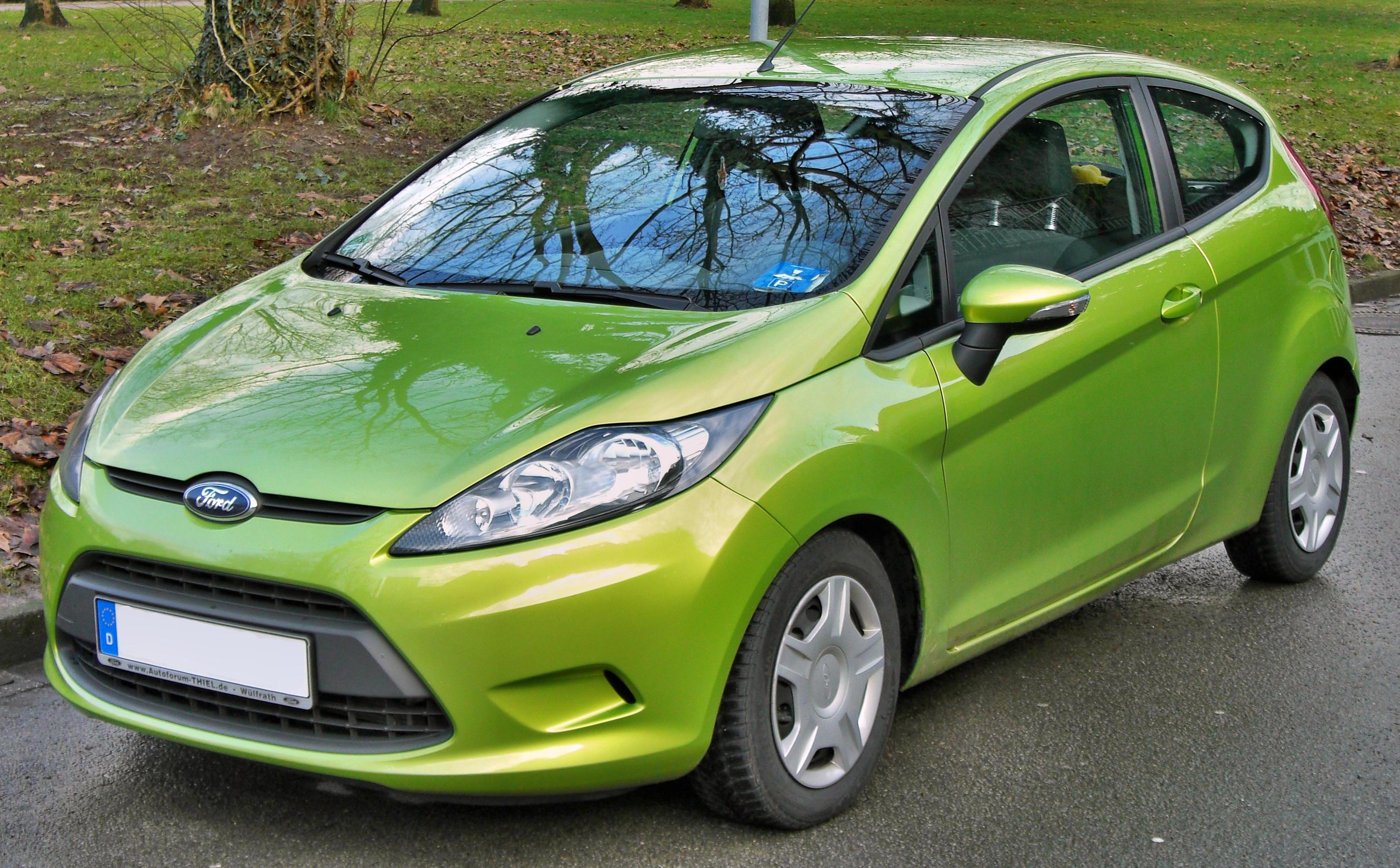
Fiesta MK VI Phase 1 3 portes (avant)
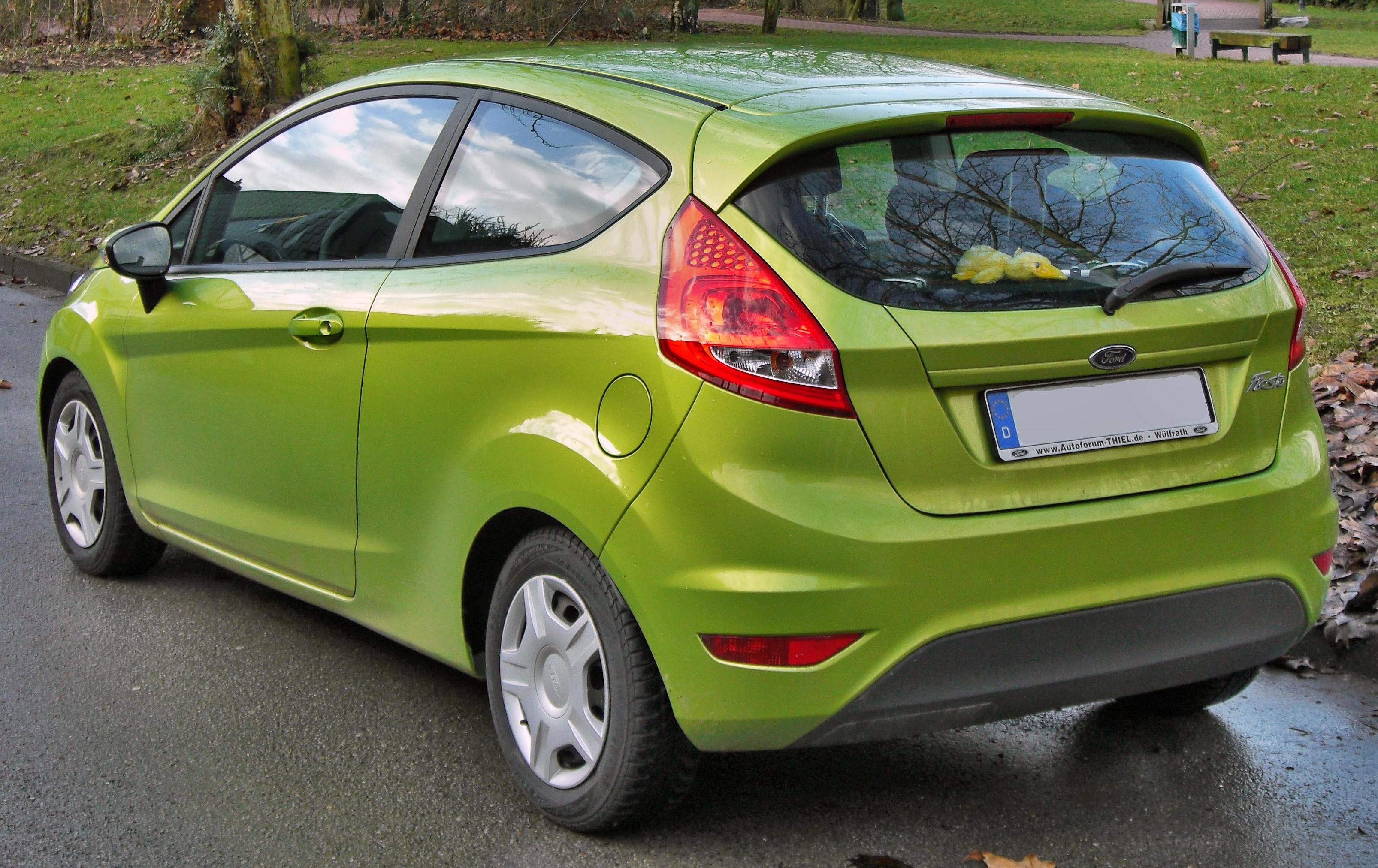
Fiesta MK VI Phase 1 3 portes (arrière)
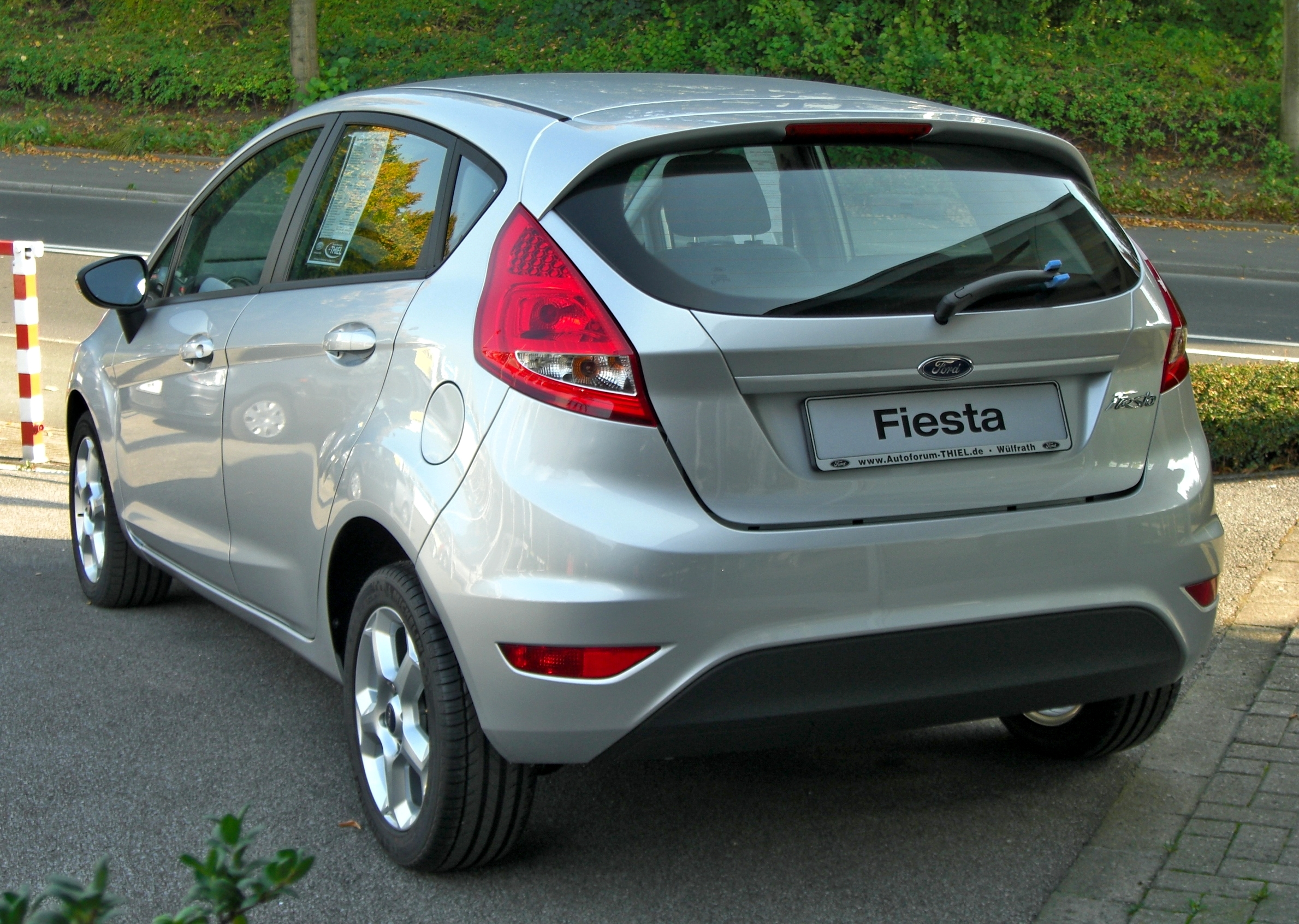
Fiesta MK VI Phase 1 5 portes (arrière)
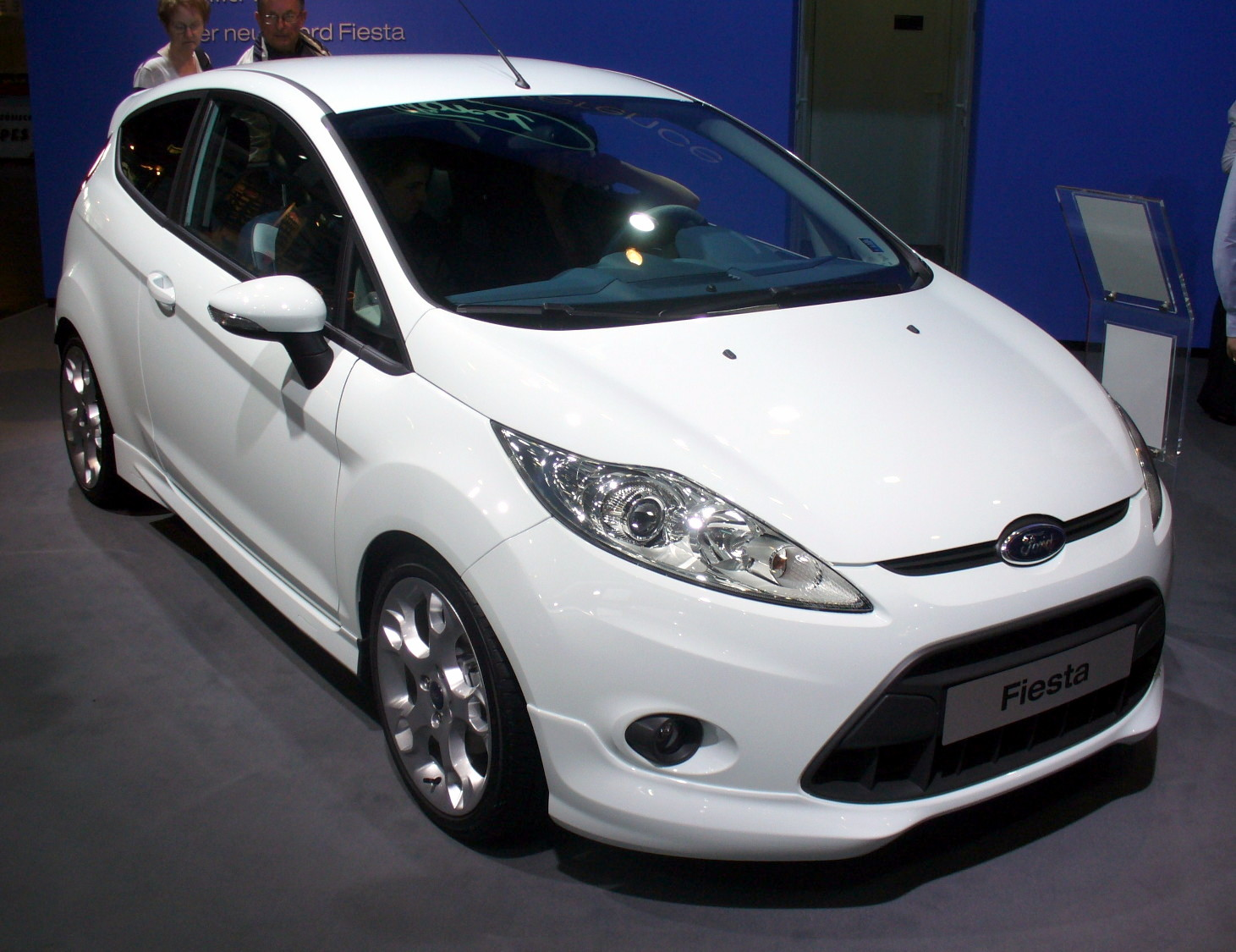
Fiesta Sport
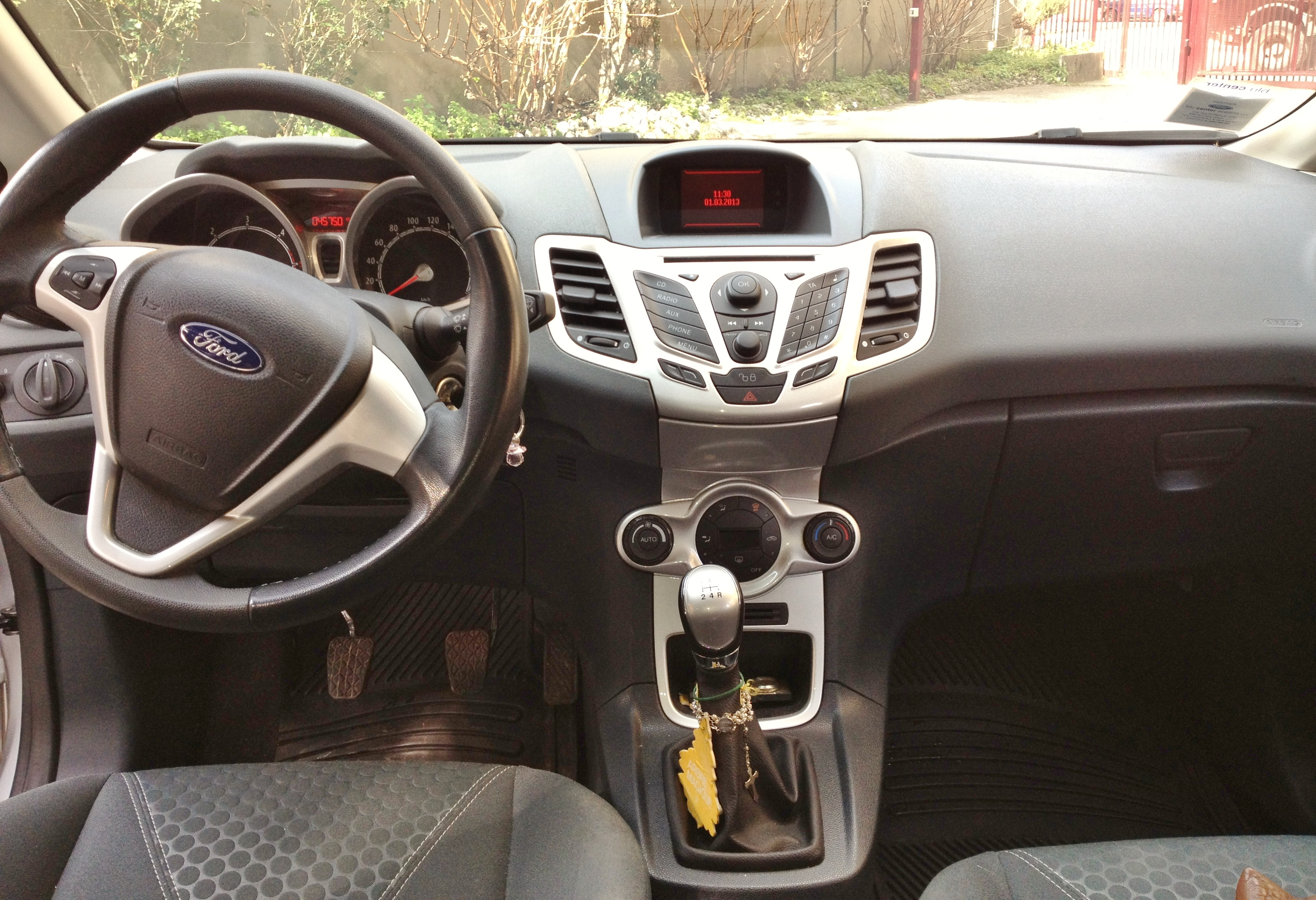
Intérieur d'une Fiesta MK VI Phase 1
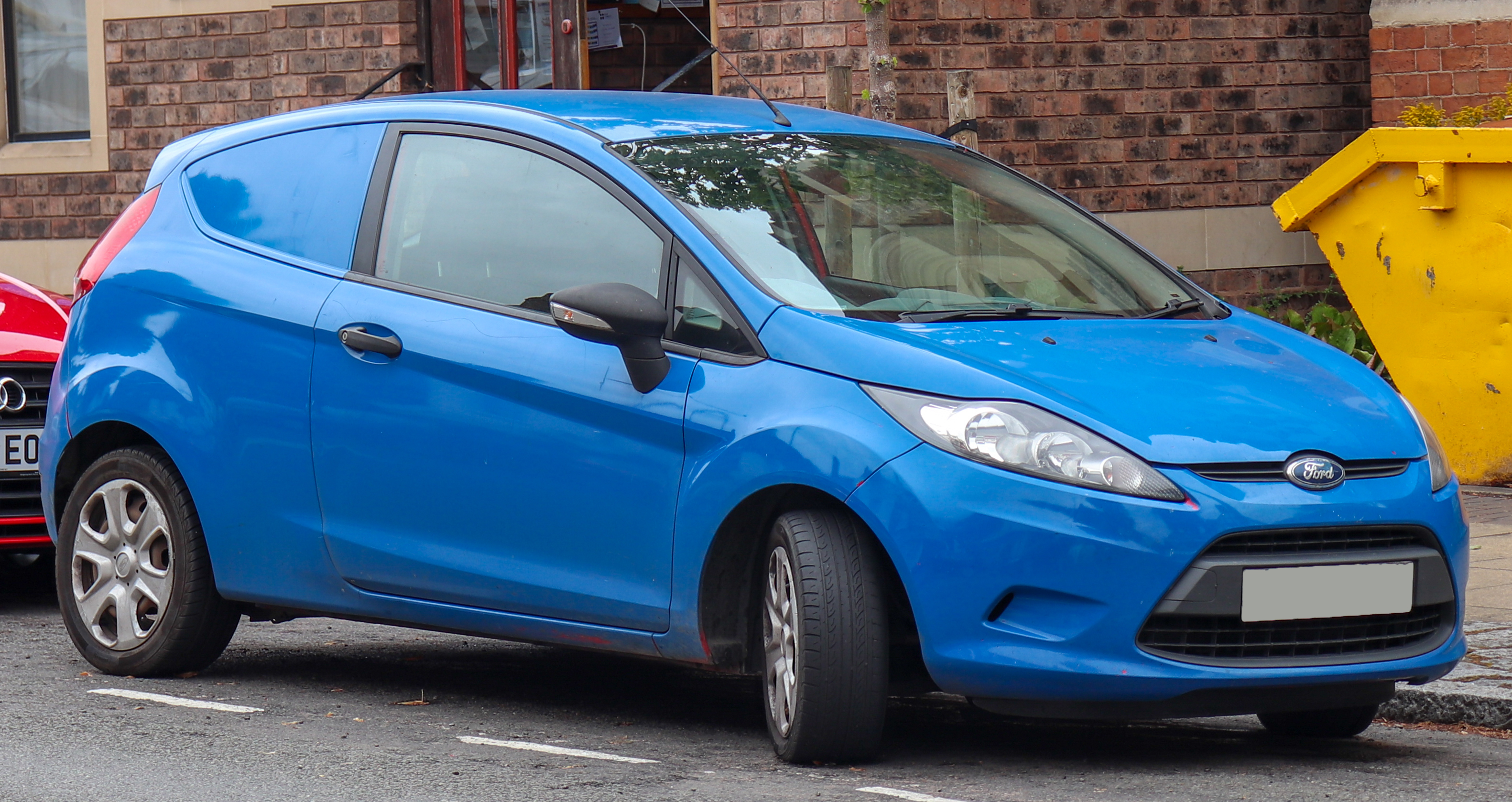
Face avant d'une Fiesta MK VI Fourgonnette
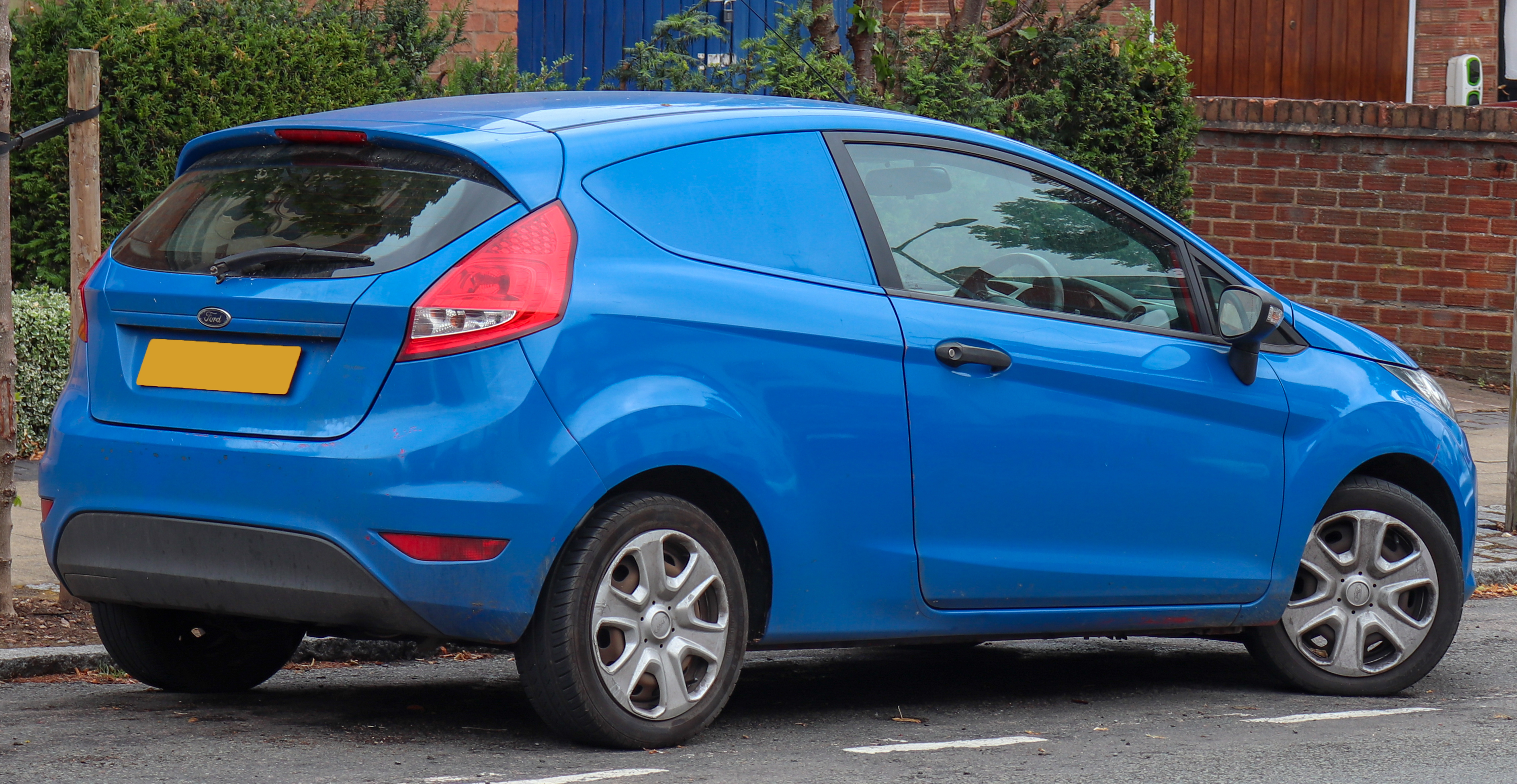
Face avant d'une Fiesta MK VI Fourgonnette

### Phase 2 (2012-2017)

#### Carrosserie
Présentée pour la première fois au Salon de l'automobile de Paris fin septembre 2012, la Fiesta relookée pour le marché européen a été mise en vente en 2013. Elle a été la première à utiliser la dernière partie avant de l'entreprise Ford, qui comprend une nouvelle calandre trapézoïdale, utilisée plus tard sur d'autres modèles, notamment la Focus, la Fusion et la Mustang. Des mises à jour similaires au lifting du modèle du marché européen ont été introduites sur le marché nord-américain en tant que modèle de l'année modèle 2014. L'équipement luxueux de la Focus et de la Mondeo a également été mis à disposition dans le modèle Titanium X restylé. En Europe, les moteurs ont également été modifiés, avec les débuts du moteur EcoBoost de 1,0 litre de la Focus, avec 100 PS (74 kW ; 99 ch) et 125 PS (92 kW ; 123 ch), et une version à aspiration naturelle du même moteur produisant 80 PS (59 kW ; 79 ch).

### Motorisations
A l'occasion de la phase 2, la nouvelle génération de motorisations est généralisée.

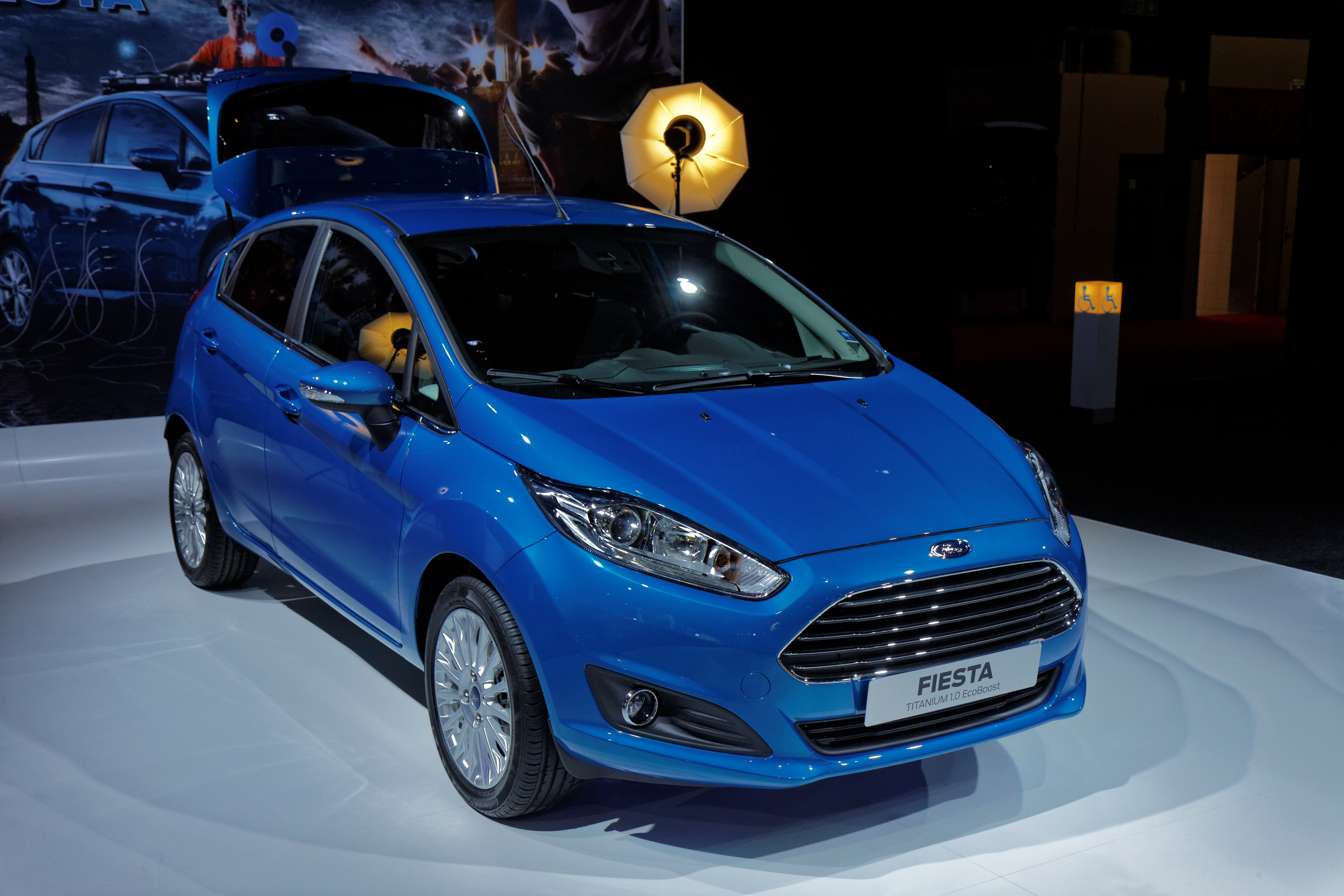
Face avant de la Fiesta MK VI Phase 2
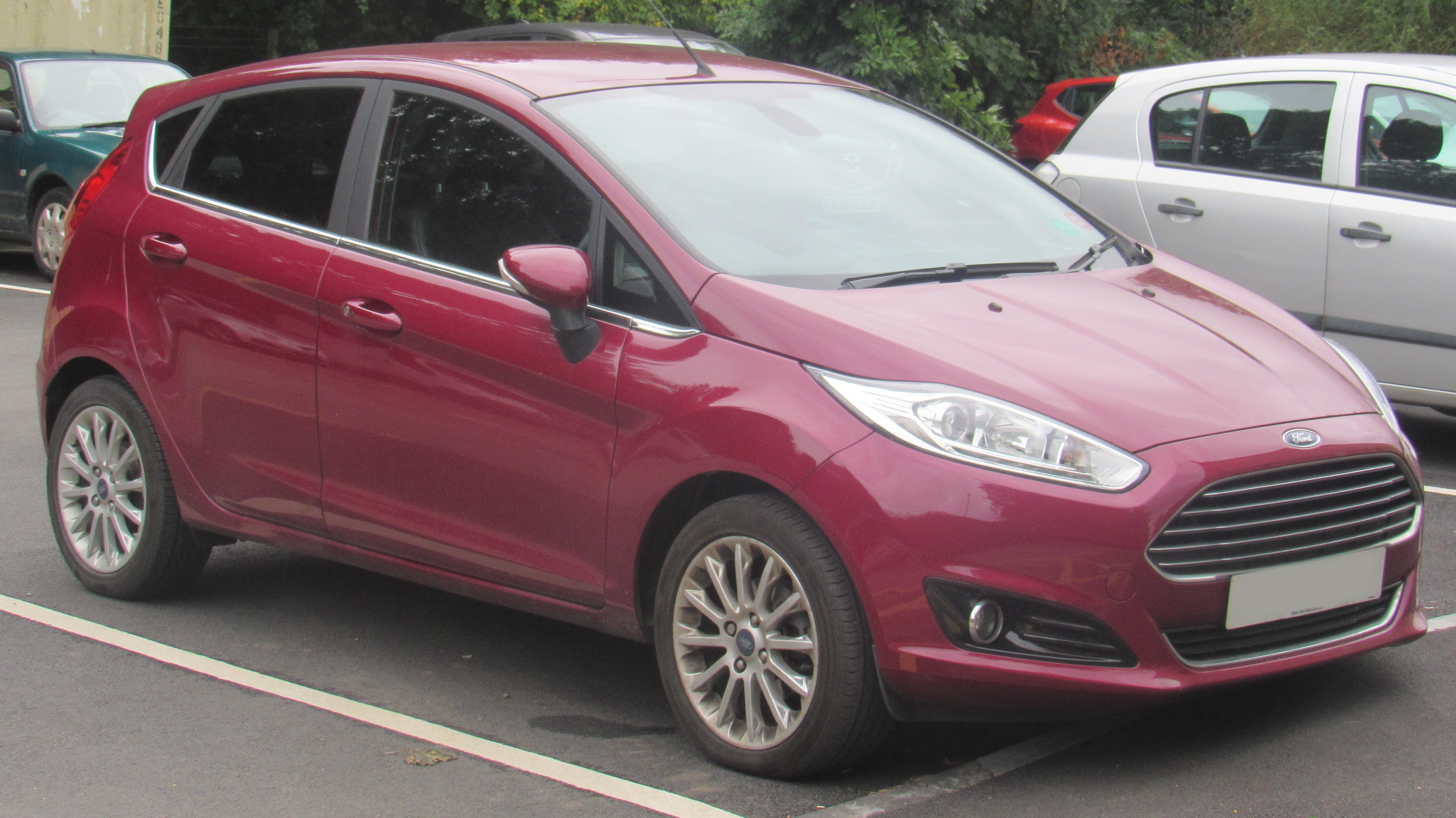
Fiesta MK VI Phase 2 (avant)
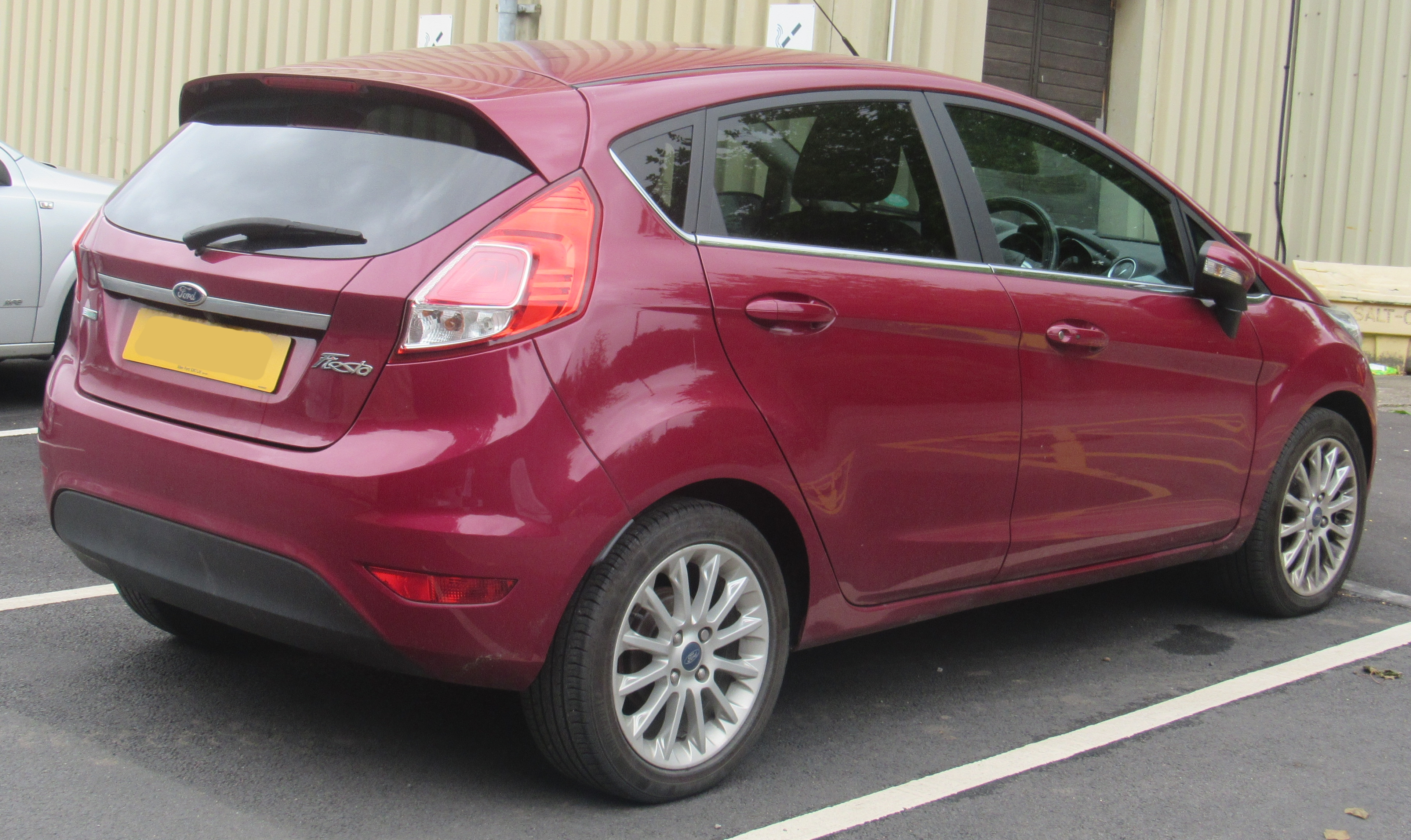
Fiesta MK VI Phase 2 (aarrière)
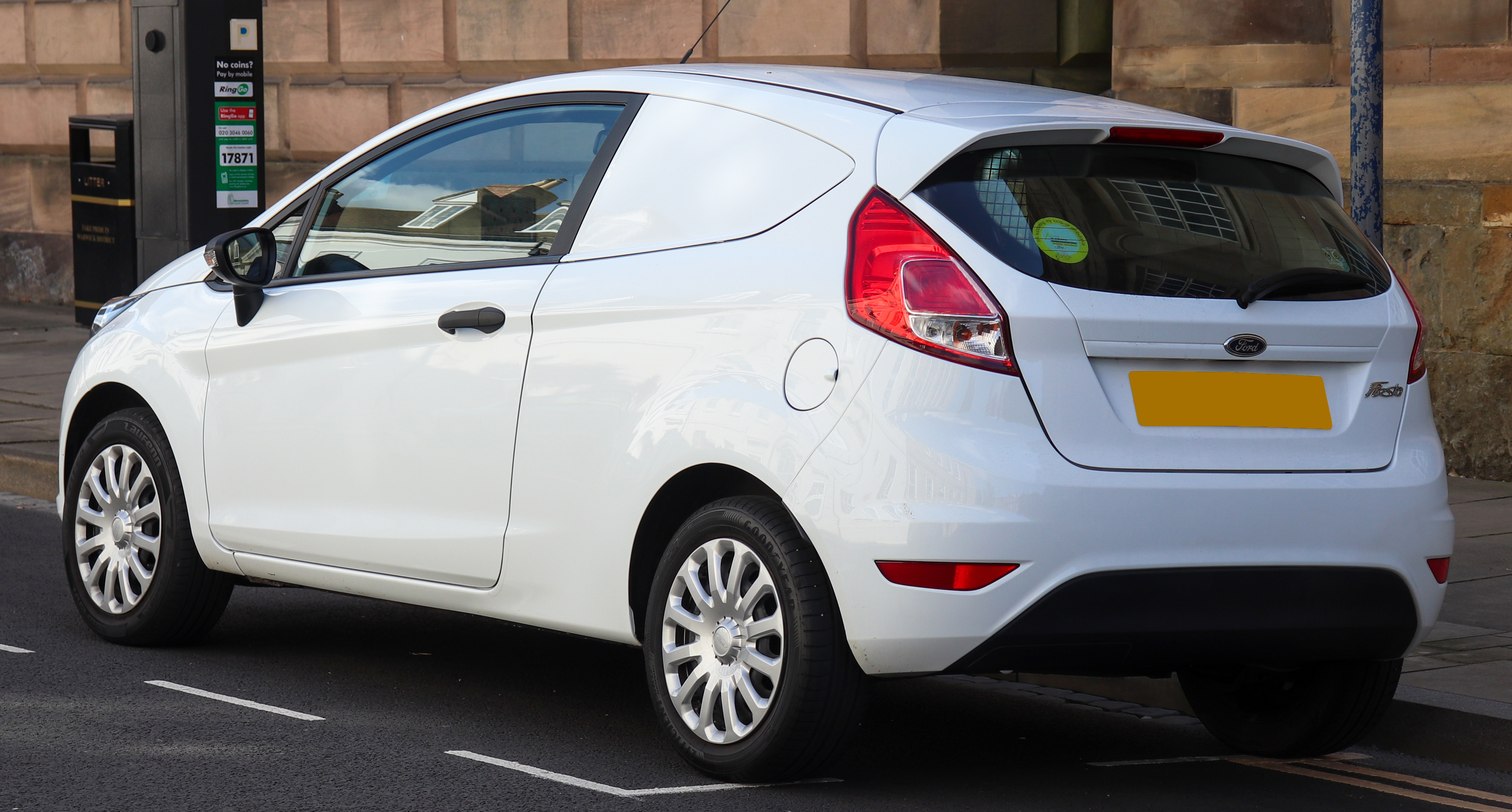
Fiesta MK VI Phase 2 Fourgonnette

### Modèles spécifiques

#### Fiesta ST
En 2011, Ford a dévoilé le concept Fiesta ST. Le modèle de production final a été annoncé au Salon de l'automobile de Genève en mars 2012.
Le modèle de production de la Fiesta ST a été mis en vente en Europe et en Amérique du Nord en 2013 aux côtés du modèle restylé. Sur le marché nord-américain, la Fiesta ST est devenue disponible début 2013 pour l'année modèle 2014, dévoilée au Salon de l'auto de Los Angeles 2012 dans le cadre d'un plus grand rafraîchissement de mi-cycle de la Fiesta.
La ST présente un carénage avant redessiné similaire à celui de la Focus ST, un grand aileron arrière, diffuseur arrière agressif avec un système à double échappement, complété par des roues de 17 pouces sur des pneus Potenza de Bridgestone. À l'intérieur, la ST propose des sièges avant Recaro fortement renforcés (avec cuir partiel en option en Amérique du Nord et disponible avec cuir partiel ou tissu uniquement dans d'autres territoires) et un décor plus sportif; Les versions nord-américaines sont proposées avec le système d'infodivertissement MyFord Touch[réf. nécessaire].
La Fiesta ST est propulsée par un moteur EcoBoost de 1,6 litre de Ford pour offrir des performances alors qu'il était censé offrir une bonne efficacité énergétique. Le moteur EcoBoost turbocompressé (Ti-VCT) de 1,6 litre de Ford est doté d'un calage variable indépendant des arbres à cames et développe 182 PS (134 kW ; 180 ch) avec un couple de 240 N⋅m, offrant un temps d'accélération (0-100 km/h) de moins de 7 secondes et une vitesse de pointe de 137 mph (220 km/h). Ce moteur est doté d'un « overboost », permettant de délivrer jusqu'à 200 PS (197 ch ; 147 kW) et 290 N.m. de couple pendant un maximum de 15 secondes.
La Fiesta ST nord-américaine était proposée en tant que variante berline à hayon cinq portes fabriquée à Cuautitlán Izcalli, au Mexique, au lieu de la variante berline à hayon trois portes proposée en Europe, en Asie et en Afrique du Sud qui était fabriquée à Cologne, en Allemagne. Elle comprend un moteur quatre cylindres EcoBoost de 1,6 litre, transmission manuelle à six vitesses, rapport de direction global de 13,6:1, rigidité au roulis accrue sur l'essieu arrière, hauteur de carrosserie inférieure de 15 mm (0,6 po) à celle du modèle de base, contrôle électronique de vecteur de couple et contrôle électronique de la stabilité à trois modes (Standard, Sport ou Off).
Aux États-Unis, Ford a été autorisé à commercialiser le moteur avec sa puissance overboost ; en revanche, dans d'autres pays comme le Royaume-Uni, un constructeur n'est pas autorisé à commercialiser une puissance de sortie temporaire. Le moteur est couplé à une transmission manuelle à 6 vitesses dotée du système de contrôle de vecteur de couple de Ford pour freiner la roue avant intérieure afin d'améliorer l'agilité, et dispose de trois modes ESP. La voiture devrait offrir une économie de carburant élevée sans sacrifier les performances, Ford affirmant une économie de carburant plus élevée que la Volkswagen Golf GTI.
La Ford Fiesta ST a remporté le prix Top Gear de la voiture de l'année 2013.
En 2016, Ford a lancé la Fiesta ST200 en édition limitée en Europe. À l'extérieur, elle comportait une peinture grise sur mesure comme seule couleur disponible et des jantes en alliage noir uniques de 17 pouces. À l'intérieur, elle comportait de série des sièges baquets Recaro et des plaques de seuils éclairées. La puissance et le couple ont tous deux été augmentés. Comme son nom l'indique, la puissance atteignait 200 PS (147 kW), tandis que le couple était porté à 290 N⋅m. Ce moteur est doté d'un « overboost », permettant de délivrer jusqu'à 215 PS (212 ch ; 156 kW) et 320 N.m. de couple pendant un maximum de 15 secondes. Le châssis a changé avec des ressorts plus souples mais des barres antiroulis plus rigides afin d’améliorer la motricité tout en préservant le contrôle vertical des mouvements de caisses. La vectorisation du couple (alimentée par le freinage des roues intérieures plutôt que par un différentiel actif) a permis de réduire le sous-virage dans les virages. En raison de l'augmentation de la puissance et également d'un rapport de réduction final plus court, le 0 à 62 mph (0 à 100 km/h) a été réduit à 6,7 secondes.

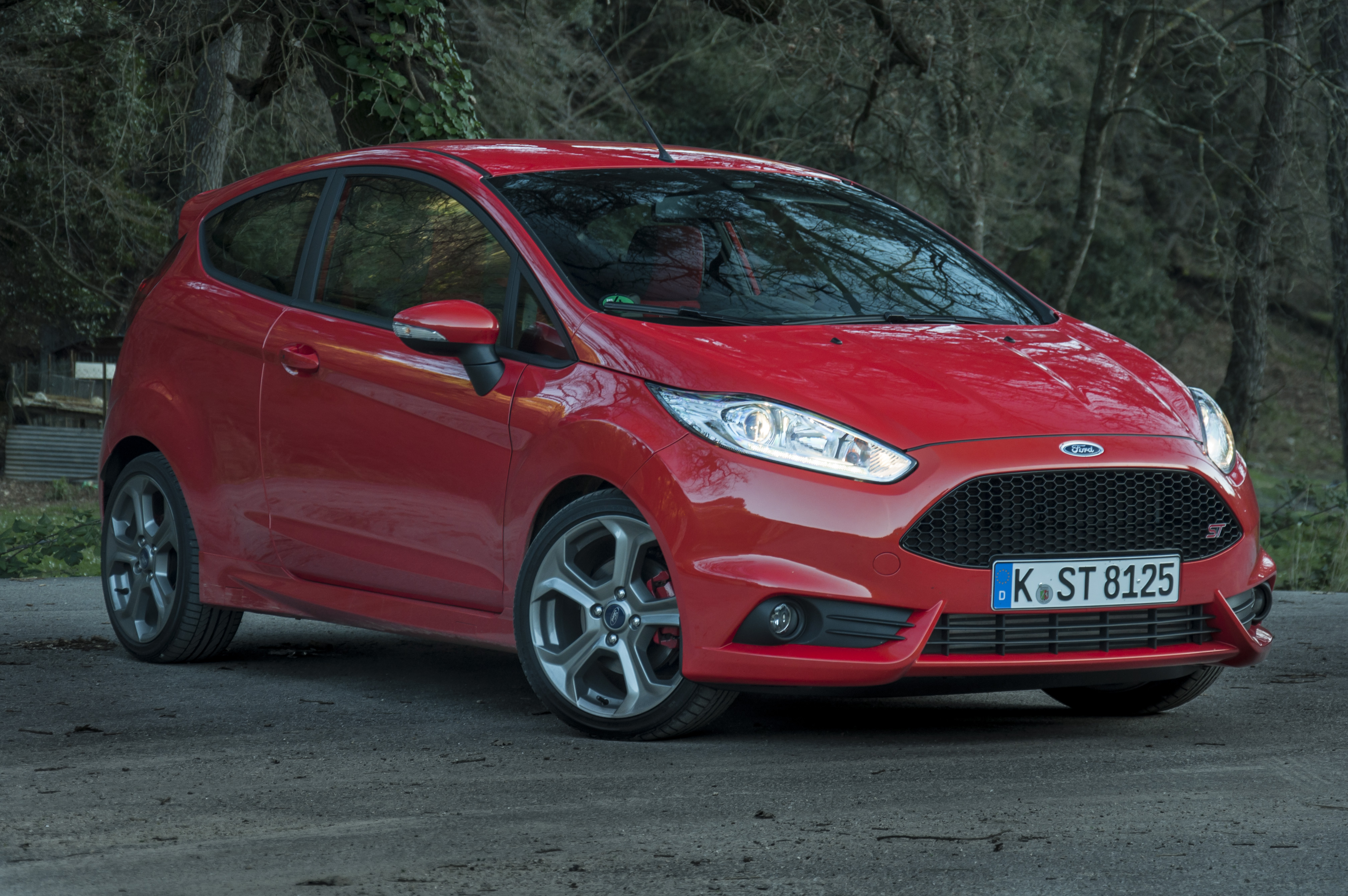
Fiesta ST de 2014 (avant)
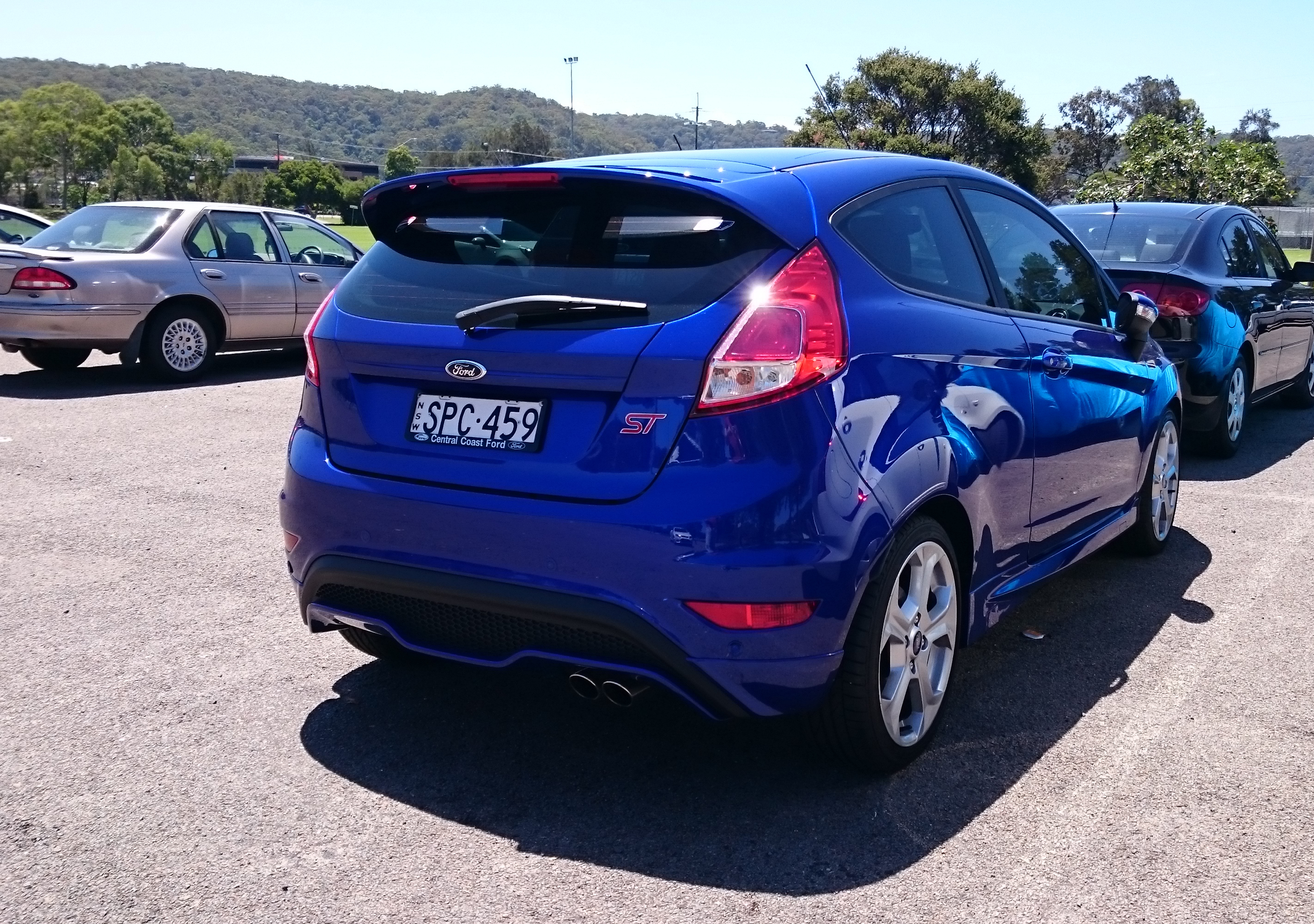
Fiesta ST de 2014 (arrière)
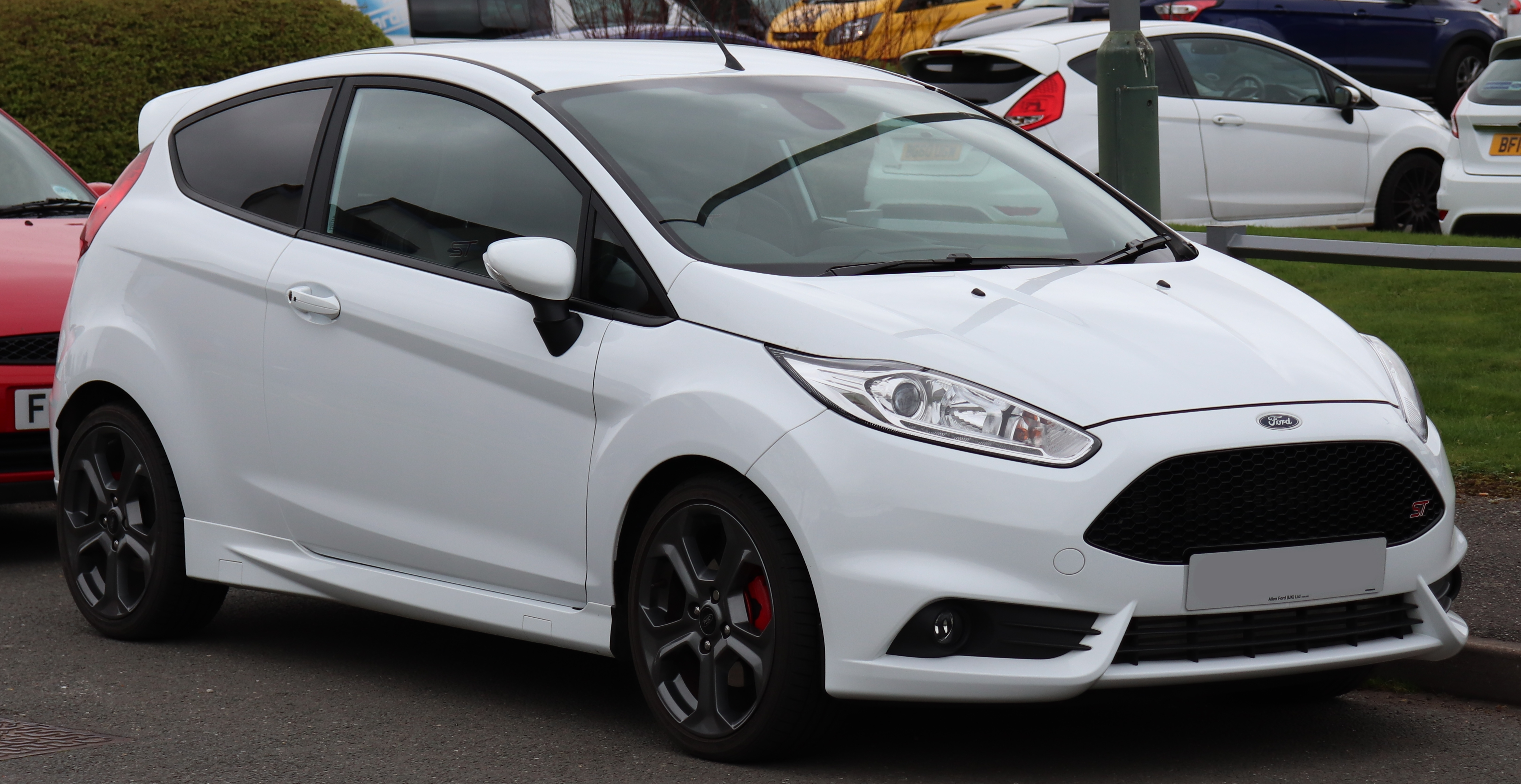
Fiesta ST de 2017 (avant)
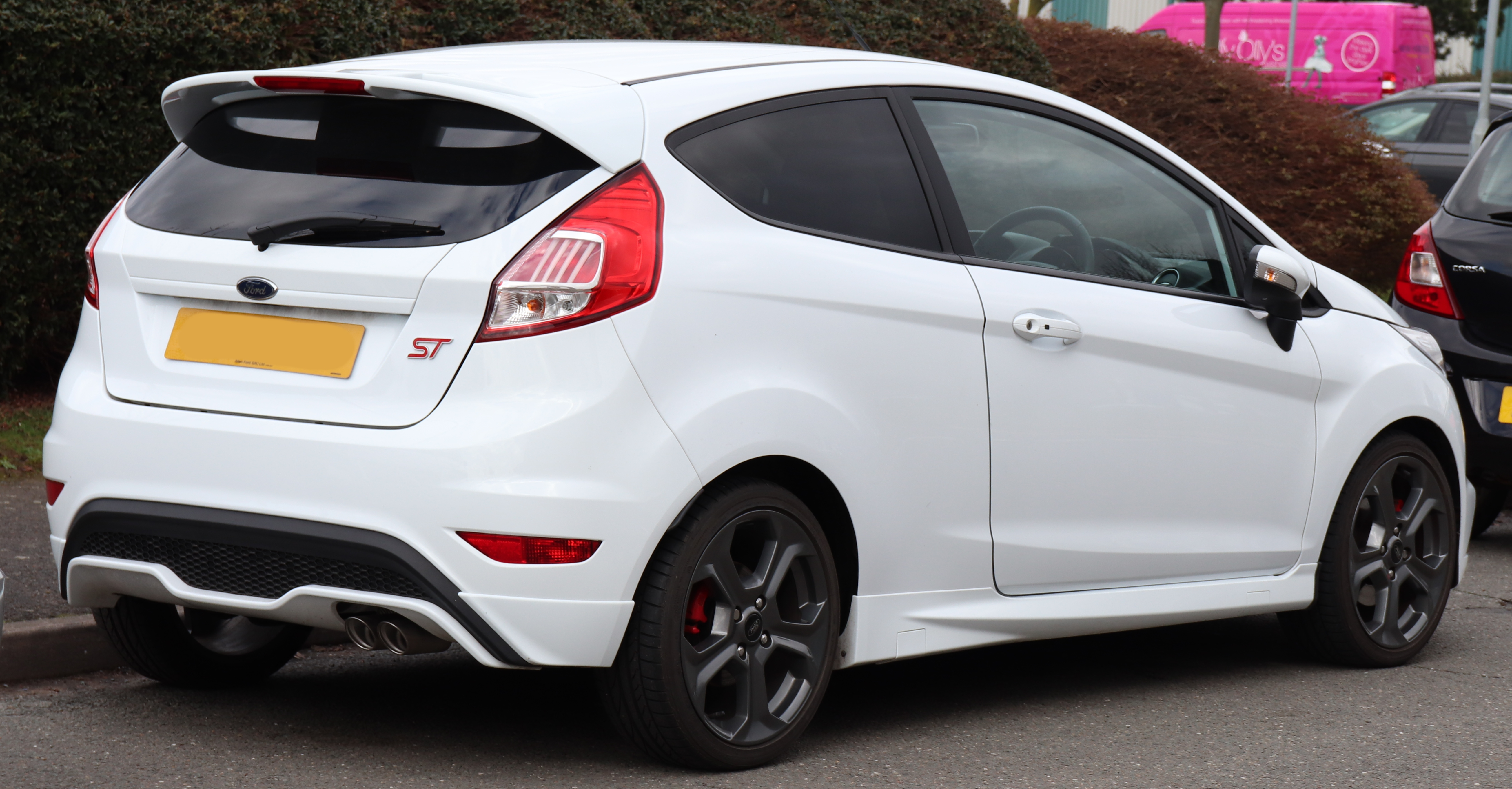
Fiesta ST de 2017 (arrière)
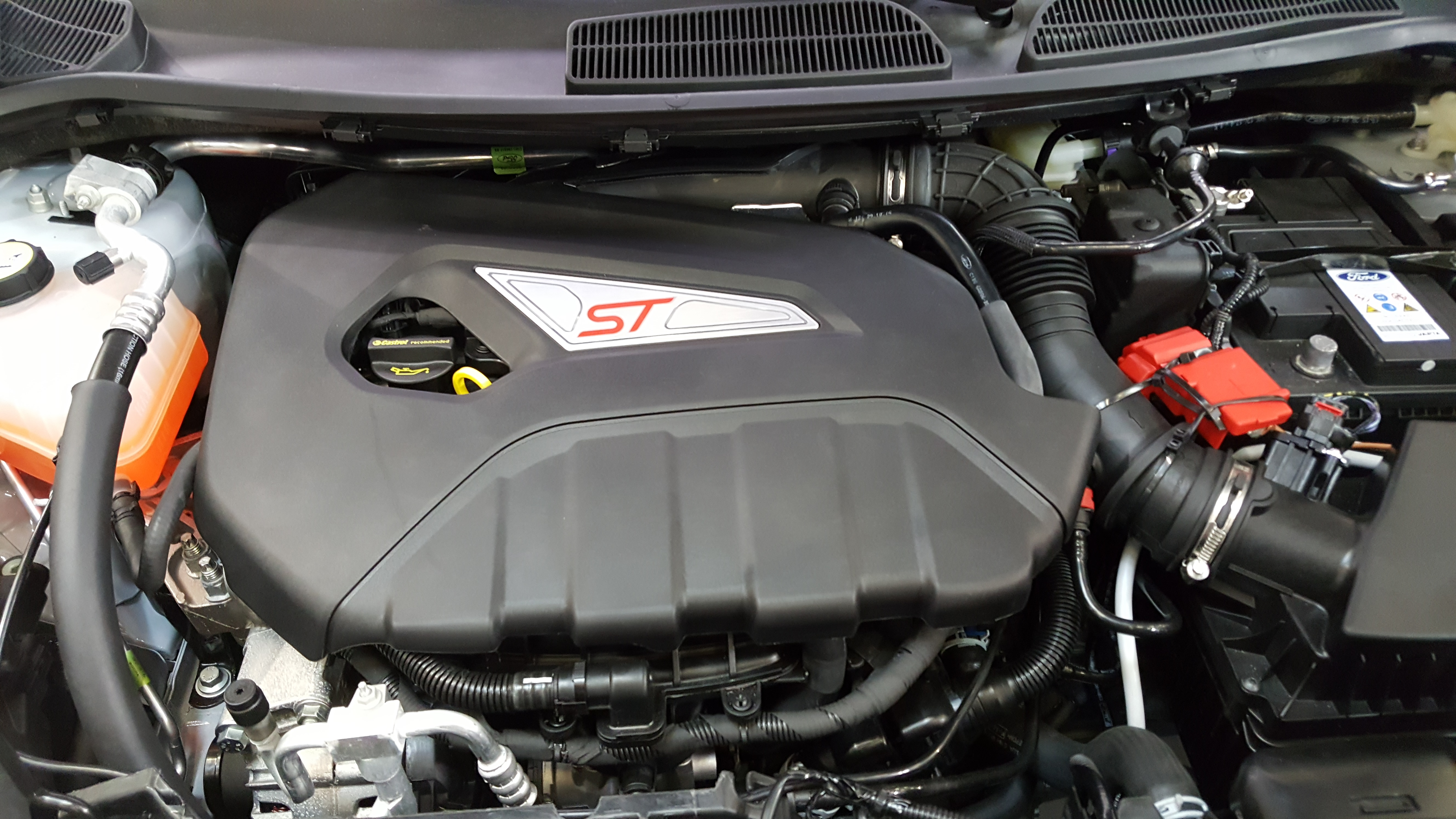
Moteur d'une ST 200 ch

## Fiesta ECOnetic
En 2008, Ford a révélé les détails d'un modèle ECOnetic qui, selon Ford, émettrait 98 g km de dioxyde de carbone. La voiture a été lancée en 2009. Elle utilise le moteur diesel Duratorq TDCi de 1,6 litre, mais avec un filtre à particules diesel ajouté. La Fiesta ECOnetic obtient ses références environnementales grâce à une perte de poids et des ajustements aérodynamiques, et son chiffre d'émissions exempte la voiture des droits d'accise sur les véhicules au Royaume-Uni. L'ECOnetic obtient une consommation de carburant estimée à 65 miles par gallons US (3,6 litres aux 100 km ; 78 miles par gallon impériaux). Lorsqu'elle est testée sur des programmes d'essais de kilométrage et d'émissions sur autoroute, sur lesquels les hybrides sont connus pour bien fonctionner, l'ECOnetic surpasse la Toyota Prius.
Le modèle n'était pas disponible aux États-Unis car, comme l'a noté Business Week, la société « ne pense pas qu'elle pourrait facturer suffisamment pour gagner de l'argent sur une ECOnetic importée » et ne pense pas qu'elle vendrait suffisamment de modèle (350 000 par an) pour justifier les 350 millions de dollars de mises à niveau nécessaires à leur usine du Mexique pour la fabriquer en Amérique du Nord.

## Amérique du Nord
Dévoilée au Salon de l'auto de Los Angeles 2009 en décembre, la Fiesta de sixième génération était disponible en Amérique du Nord en tant que berline à malle quatre portes et berline à hayon cinq portes, avec transmission manuelle ou transmission automatique à double embrayage de Ford. Tous les modèles sont fabriqués à l'usine d'assemblage de Ford à Cuautitlán. Les ventes de Fiesta pour le Canada ont commencé en juin 2010 pour l'année modèle 2011. Les ventes de la variante berline à hayon 5 portes ont commencé au Mexique en 2011. La production s'est terminée le 19 août 2019.
La Fiesta nord-américaine présente une partie avant et un pare-chocs arrière redessinés par rapport à la version européenne, pour correspondre au cadre retravaillé en dessous afin de répondre aux normes américaines en matière de collision,. La version berline à malle est équipée de la calandre à trois barres chromée de Ford Amérique du Nord, tandis que le modèle berline à hayon a reçu une conception de calandre différente avec un traitement de couleur carrosserie. Ce style est également utilisé pour les modèles latino-américains. Parmi les autres changements, citons des ressorts plus rigides pour compenser le poids supplémentaire et des réglages précis pour adapter la voiture aux pneus toutes saisons conviviaux pour les conducteurs américains.
La production de la Ford Fiesta du marché nord-américain a commencé en mai 2010. Ford prévoyait d'avoir des voitures disponibles à la vente peu de temps après. Le 18 juin 2010, il a été signalé que bien que les concessionnaires aient accepté les cautions de plus de 2 000 clients pour la Fiesta et passé de grosses commandes car la voiture était fortement demandée, les concessionnaires et les clients n'avaient pas reçu de voitures alors qu'ils pensaient qu'elles arriveraient il y a des semaines en mai. En juillet, Ford a déclaré que les expéditions initiales avaient été retardées de presque deux semaines par l'ouragan Alex qui a frappé le nord du Mexique fin juin, puis par la tempête tropicale Bonnie. En raison des retards, Ford a envoyé des chèques-cadeaux de 50 $ US. En août 2010, Ford a retardé certaines expéditions en raison d'un «problème de qualité». Ford a affirmé que le problème était résolu et qu'il était peu probable que des voitures avec des pièces défectueuses atteignent les clients.
Aux États-Unis, les concessionnaires Ford proposent en option des graphiques en vinyle laminé appliqués sur l'extérieur de la voiture, qui devraient durer de 3 à 5 ans avant remplacement. De plus, certains concessionnaires participant à un nouveau programme de vente au détail de Ford fournissent un ensemble numérique de «déballage» contenant une photo de l'acheteur prenant livraison de sa nouvelle voiture. Une description audio de 19 minutes de la voiture et de ses caractéristiques est incluse, qui peut être jouée sur le chemin du retour, puis chargée avec son programme interactif dans l'ordinateur de la maison via sa connexion USB.
En février 2014, la Fiesta de 2014 s'est classée numéro un parmi les voitures sous-compactes abordables selon US News & World Report.

### Commercialisation préliminaire
Début 2009, Ford a lancé pour la Fiesta nord-américaine une campagne marketing appelée Fiesta Movement, distribuant des exemplaires de Fiesta européennes à des candidats à travers les États-Unis - pour que les pilotes d'essai utilisent des sites Internet populaires pour partager leurs expériences. Par la suite, Ford a amené les voitures dans des lieux publics à l'échelle nationale pour offrir 100 000 essais routiers sur huit mois. Dès le 29 juin 2009, l'un de ces événements offrait un service de navette gratuite pendant la semaine à Chicago, allant d'un site situé près du terminal ferroviaire de la gare Union jusqu'à l'événement Taste of Chicago à Grant Park. Fin juillet, six Fiesta européennes sont arrivées à Halifax, en Nouvelle-Écosse, pour commencer une tournée de démonstration similaire à travers le Canada.
Devant le succès du Fiesta Movement, Ford a lancé le Fiesta Movement 2 en décembre 2009, en appelant à soumettre des candidatures vidéo d'ici fin janvier 2010 pour que les activités commencent mi-février.
En mars 2010, Ford a travaillé avec la série télévisée American Idol pour promouvoir la Ford Fiesta en Amérique du Nord. En collaboration avec les designers de Ford, les douze derniers concurrents de l'émission ont créé leurs propres graphiques personnalisés sur une Ford Fiesta, qui ont ensuite été révélés lors de l'émission, les fans ayant eu la chance de gagner l'une des voitures personnalisées.

### Niveaux de finition
En Amérique du Nord, la Fiesta est disponible en plusieurs niveaux de finition, qui sont les modèles S de base, SE, SES, SEL, Titanium et ST de performance. Elle était proposée dans les styles de carrosserie berline à hayon et berline à malle.

### Modifications en cours
Pour le début de l'année modèle 2012, deux nouvelles options de garnitures en cuir haut de gamme et une finition extérieure sport ont été proposés pour les modèles SES/SEL, tandis que plusieurs nouvelles couleurs ont été ajoutées pour tous les modèles. Au milieu de l'année, la berline à hayon est devenue disponible avec le niveau de finition S auparavant réservé à la berline à malle ; elle comprend aussi un essuie-glace arrière et la même calandre à une fente de même couleur que les modèles plus sophistiqués, seuls les insignes externes et un choix limité de couleurs la distinguent de la SE. En 2013, les finitions optionnelles ont été simplifiées et le niveau de finition Titanium remplace l'ancienne SES/SEL.

### Mise à jour de l'année modèle 2014
Les modèles rénovés du marché européen ont été introduits sur le marché nord-américain en tant que rafraîchissement de l'année modèle 2014. La Ford Fiesta de 2014 présente des carénages avant et arrière redessinés, alors que les modèles précédents du marché nord-américain n'avaient pas de calandre trapézoïdale. En conséquence, la Fiesta a abandonné le carénage spécifique aux modèles des États-Unis, choisissant d'utiliser le style global, bien que ses pare-chocs ne soient pas identiques à la version globale car ils sont spécifiquement conçus pour répondre aux normes de collision américaines. La finition SFE, basée sur le modèle SE, comprend un moteur trois cylindres EcoBoost de 1,0 litre.

### Sécurité et rappel
En 2017, Ford a rappelé des Ford Fiesta ST de 2014-2015 avec moteurs EcoBoost de 1,6 litre en raison d'un risque d'incendie moteur causé par un «manque de circulation du liquide de refroidissement». Le rappel a en partie contribué à une charge de 300 millions de dollars US par Ford.

### Galerie
- Phase 1
- Phase 2 Sedan
- Phase 3

## Autres marchés

### Asie

#### Inde
La Fiesta de sixième génération a été lancée en Inde en juillet 2011 avec des variantes essence et diesel,. Assemblé localement à Chennai, elle était vendue aux côtés de l'ancienne Fiesta, qui a été rebaptisée Ford Classic. La Fiesta a fait peau neuve en septembre 2012 avec des modifications à l'avant, à l'arrière et à l'intérieur. Le modèle haut de gamme est livré avec Bluetooth, régulateur de vitesse, USB et commande vocale en tant que fonctionnalités standard. Une édition Red/Black a fait ses débuts avec une version encore plus puissante du moteur trois cylindres EcoBoost de 1,0 litre, avec 138 ch (103 kW) et 155 N⋅m de couple. La production a cessé en septembre 2015 en raison de la faible demande.

#### Thaïlande
La Fiesta a été lancée en Thaïlande en septembre 2010. Fabriquée chez AutoAlliance Thailand à Rayong aux côtés de la Mazda 2 connexe, la production a ensuite été transférée à la proche usine Ford de Thaïlande aux côtés de l'EcoSport. Les usines fournissaient la Fiesta pour le marché intérieur, les marchés voisins de l'Asie du Sud-Est et l'Australie. Il y avait 3 niveaux de finition au lancement; Style 1.4, Trend 1.6 et Sport 1.6. Tous les modèles sont équipés d'ABS, airbag conducteur et rétroviseurs électriques; les modèles Sport haut de gamme sont équipés d'un airbag pour le passager avant, jantes en alliage et contrôle de stabilité sur toute la gamme, avec système de divertissement à commande vocale embarqué et connectivité Bluetooth.
Plus tard, les modèles Sport+ ont été ajoutés à la gamme avec des fonctionnalités supplémentaires, tout comme le modèle Sport Ultimate avec 7 airbags (double avant, latéral, rideau et genou du conducteur) de série, ce qui était une première dans le segment des sous-compactes en Thaïlande. Les deux utilisaient le moteur de 1,6 litre. En mars 2012, le moteur de 1,5 litre et 109 PS (80 kW ; 108 ch) a remplacé les moteurs de 1,6 litre, les transmissions sont restées inchangées.
Une transmission PowerShift à double embrayage et à 6 rapports était mise à disposition en tant que transmission standard, initialement pour les moteurs de 1,6 litre, ainsi que pour les variantes de 1,5 litre à partir de mars 2012. Les Fiesta de fabrication thaïlandaise - à la fois la berline à malle et la berline à hayon - présentent un diamètre de cercle primitif (DCF) de 100 mm, identique à celui de la Mazda 2, par opposition à celui de 108 mm que l'on trouve dans les versions globales.
La Fiesta de septième génération devait être produite en 2019 dans le cadre de l'incitation fiscale Eco Car, mais Ford a annulé les plans et a plutôt interrompu la production de voitures particulières dans le pays. En conséquence, la Fiesta a été arrêtée dans le pays, sans aucune remplaçante.

### Amérique du Sud

#### Brésil
Au Brésil, la Fiesta berline à malle était importée du Mexique depuis 2010 avant que la production locale de la version à hayon ne démarre en 2013 dans l'usine de São Bernardo do Campo. La Fiesta de fabrication brésilienne est équipée du moteur Sigma Flex Fuel de 1,5 litre et 1,6 litre. La version restylée a gagné une option de moteur EcoBoost de 1,0 litre importé. La puissance et le couple sont de 125 ch (93 kW) avec l'essence et de 128 ch (95 kW) avec l'éthanol. Au Brésil, en raison de la baisse des chiffres de vente, la production et les ventes de Fiesta ont pris fin en février 2019 sans remplaçante directe, après y avoir été vendues pendant 24 ans,.
Comme la Fiesta de septième génération ne serait pas proposée en Amérique latine, Ford a étendu la production de la Fiesta de sixième génération au Brésil. En conséquence, un autre lifting a été introduit au Brésil et sur d'autres marchés du Marché commun du Sud en novembre 2017,. Pour la première fois, la Fiesta du Marché commun du Sud était proposée avec un moteur EcoBoost de 1,0 litre. Elle comportait un nouveau pare-chocs avant, de nouvelles jantes en alliage, de nouveaux phares et des feux arrière à LED. Elle est également équipée du système d'infodivertissement SYNC 3 mis à jour. Au Brésil, la production de la Fiesta s'est terminée en février 2019 sans aucune remplaçante directe.

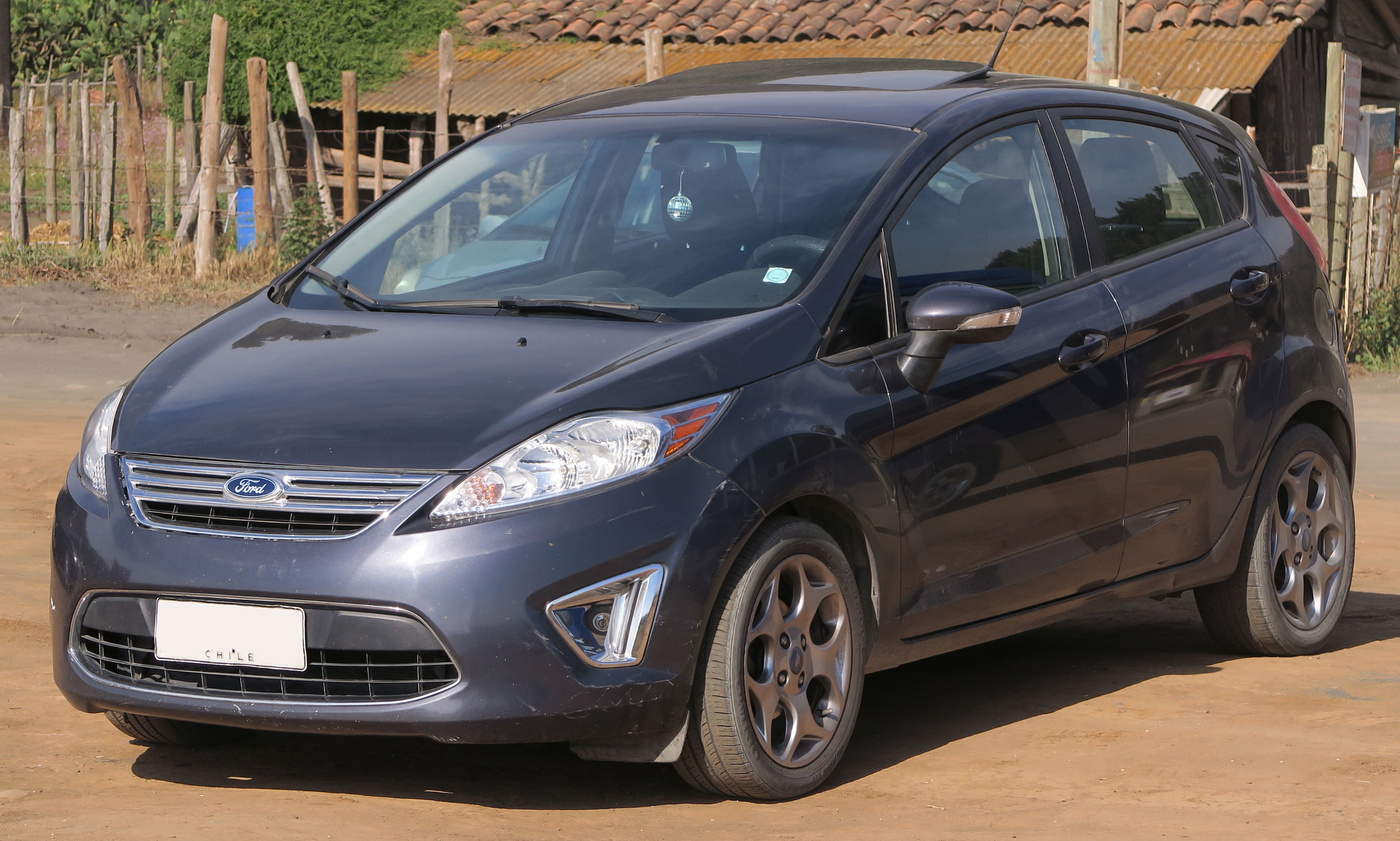
Version Sedan Phase 1 (avant)
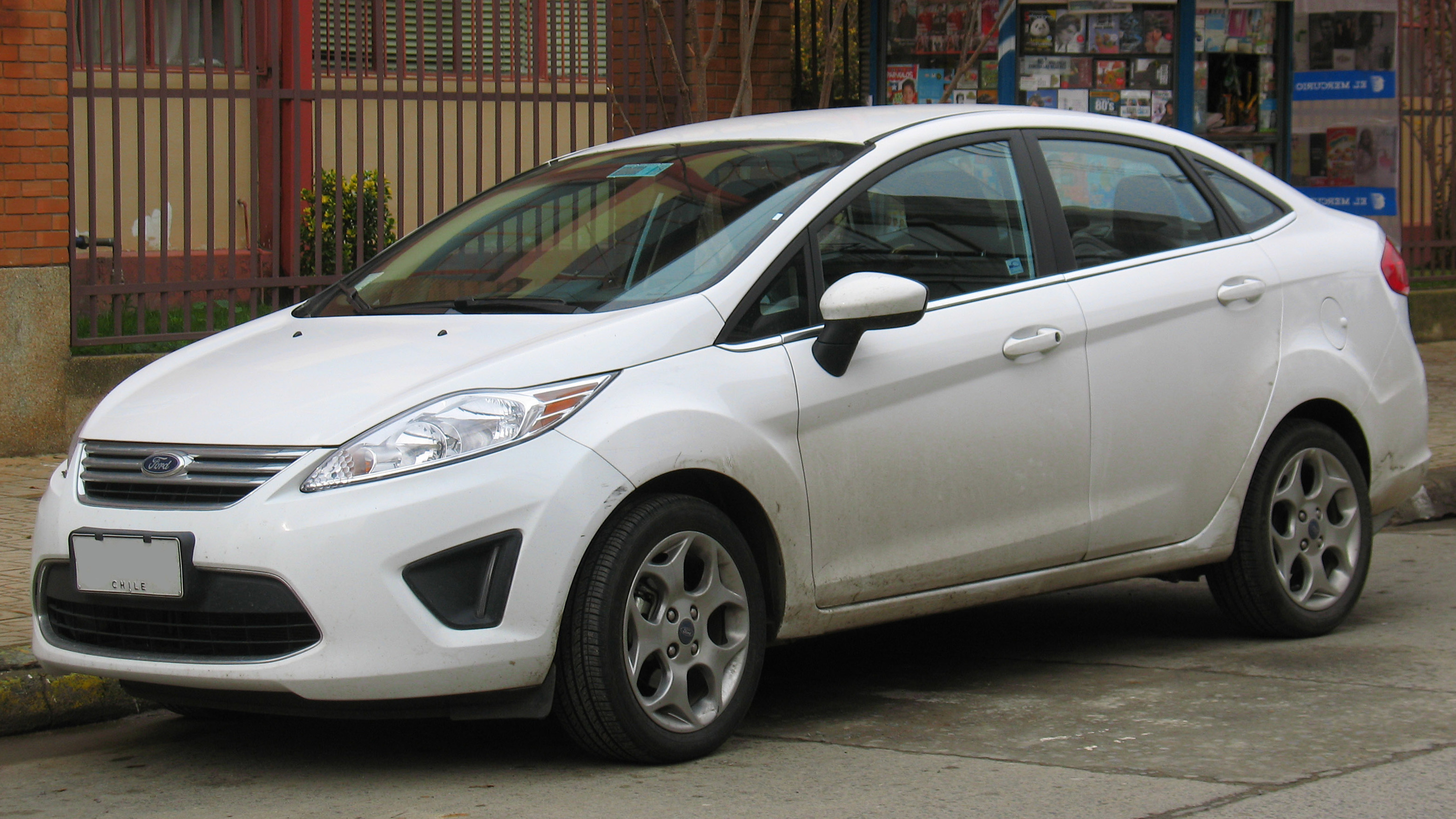
Version Sedan Phase 1 (avant)
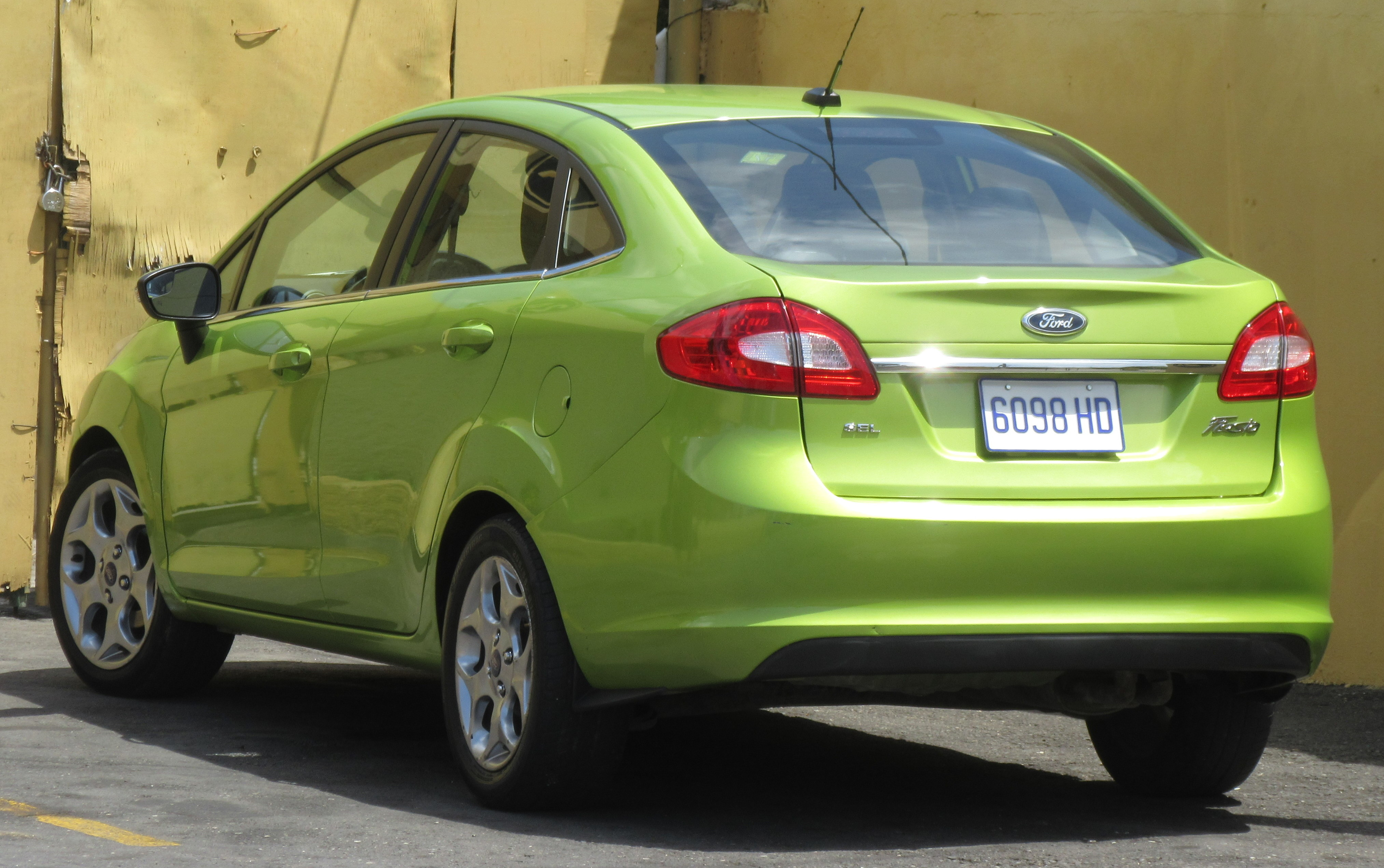
Version Sedan Phase 1 (arrère)